# 德國國內邊界
德國國內邊界，又稱兩德邊界（德語： 或 ，最初也稱 ），即1949年至1990年間德意志民主共和國（東德）和德意志聯邦共和國（西德）二國的國界。它从波罗的海一直延伸至捷克斯洛伐克，總長1,393（866英里），其中不包括意義相似的柏林圍牆。
它在1945年7月1日正式設立，作為西方国家和蘇聯在德佔領區的界線。它的東側築有連綿高聳的金屬柵欄和圍牆、有刺鐵絲網、警鈴、壕溝、瞭望塔、自動餌雷及雷區，徹底阻絕人及車輛的穿越，是當代全世界防禦工程最浩大的國界之一。東德在國界部署了五萬名東德武裝衛兵鎮守，緊鄰上萬名西德、英國與美國兵力。在國界二側的內陸，北大西洋公约组织（NATO）和华沙条约组织駐紮超過百萬的軍力，以備戰事一觸即發。
兩德邊界是温斯顿·丘吉尔「铁幕」一喻的實體呈現，在冷战期間分隔蘇聯和西方世界，同時也象徵著界隔二種截然不同的思想體系——资本主义與共产主义。它由東德自1952年至1980年代晚期分期建成，旨在阻止東德居民大規模西移，據聞約有一千人在邊界制度實行的45年間因試圖越界而丧命。邊界的設立造成兩德經濟和社會上的極大差異；对住在该地区的东德居民更是有着十分严苛的限制。
更為知名的柏林圍牆位在兩德邊界以東155（96英里）處、圍繞著西柏林，同樣建作屏障，但不如兩德邊界駐守嚴密，長度、規模也較小（柏林全市劃歸四個勢力分區佔領，因此出現共產主義勢力包圍資本主義勢力的飛地現象）。1989年11月9日，東德政府宣布開放柏林圍牆及兩德邊界。隨後數天內，上百萬的東德居民湧入西德遊覽，其中數十萬人在後續數月間移居西德。隨著越來越多限制區跟進開放通行，邊境管制實質上成為草略的例行公事，長久分裂的兩德關係也逐漸鬆綁、重新獲得定義。終於在1990年7月1日，兩德邊界在創設整整45年後徹底廢除，兩德也在三個月後統一，正式結束長久以來的分裂。
现今，该邊界地带的军事设施已所剩无几。它的路線現已規劃為「歐洲綠帶」的一部份，沿著舊鐵幕、自北極圈起至黑海，連結各國的國家公園和自然保護區。緣舊邊界建有博物館和紀念碑，記錄德國分裂與統一的歷史，在一些地方甚至还保留了一些原有的防御工事。

## 發展

### 緣起

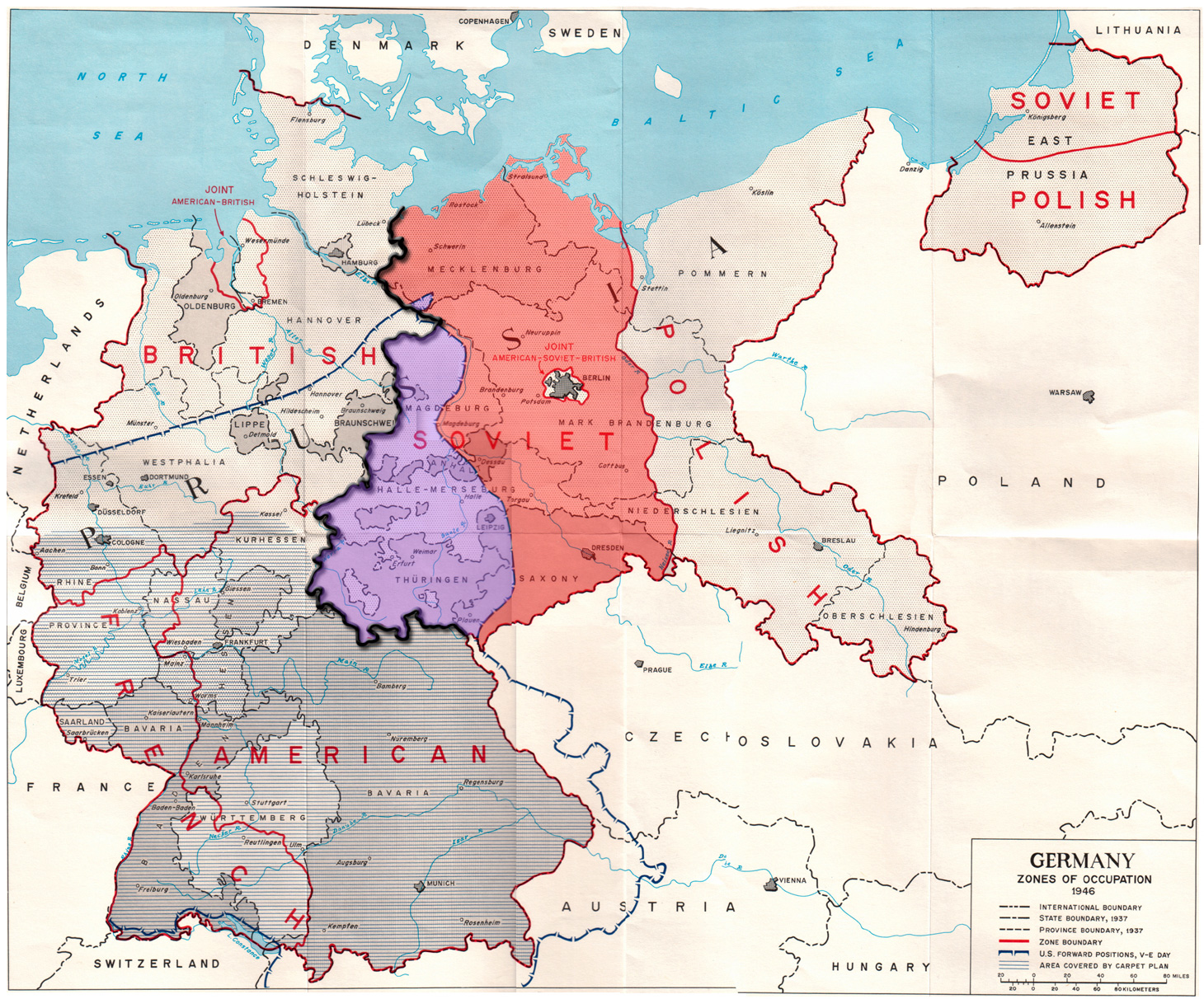
盟軍在戰後德國的佔領區，包括：蘇聯佔領區（紅色）、德國國內邊界（粗黑線）以及英美軍力於1945年7月撤離的區域（紫色）；各省分界線來自纳粹党掌权以前的威瑪共和國

德國國內邊界起源於二次大戰時，同盟國分區佔領戰敗德意志第三帝國的計畫。盟軍隨後達成共識，依據十九世紀時德意志邦國和省份的領土邊界（1871年德意志統一後已普遍消失）進行劃分，分為三個佔領區，各占約三分之一的德國領土，即：西北方的英國佔領區、南方的美國佔領區以及東方的蘇聯佔領區。法國後來自英國和美國佔領區分割出佔領區，位於德國極西地區。
德國分區制度於1945年7月1日實行。由於最後數週在德國中部捷報頻傳、戰況進展出乎意料的順利，英美軍隊便先行佔領了部分原分配給蘇聯的地區。許多德國人於是在此西方軍力短暫停留期間，利用時機、在蘇聯前來接收其餘佔領區之前逃往西部。
同盟各國起初聯手協助德國成立同盟國管制理事會（ACC），但最終因對德政治與經濟體制的未來走向理念不同而合作破裂。1949年5月，西方的三個佔領區合併成為自由選舉民主政府的德意志聯邦共和國（西德），蘇聯佔領區則成為德意志民主共和國（東德）、以共產主義統治。
從一開始，西德和西方盟军就否認東德的合法性，僅視之為一個「既成事實」、一個缺乏自由公正選舉政府的共產主義蘇維埃產物。西德政權認為，德國的公民身分與權利平等適用於東、西德居民。東德人民如果潛逃或獲釋到西德，理所當然可享有西德公民權利，包括居住權以及工作權；西德法律同樣適用於東德。由於渴望西德更自由、前景更為繁榮的生活，東德人民一直有著強烈的西遷動力。另一方面，東德政府則定義自身為獨立存在的合法政權，視西德為敵方領土——企圖利用人民收復第三帝國失地，和東德的和平社會主義政府對立的資本主義、半法西斯主義政權。

### 1945–52年：“绿色边界”时期
佔領初期，盟军控制了佔領區之間的交通，管理西遷避難人潮、並防止前納粹官員和情報人員脫逃。西方佔領區的管制隨著時間漸為鬆綁，但1946年，為防堵經濟、政治難民大量自蘇聯佔領區流出，西方和蘇聯佔領區之間的管制又再轉森嚴。1945年10月至1946年6月之間，共有160萬德國人从苏占区逃往西德。
随着西方盟国和苏联的关系日益恶化，边界的东西交界处局势也变得紧张起来。从1947年9月开始，东德政府在东侧边界的苏联地区实行一种十分严苛的政策。他们增加了边界上苏联士兵数量，还从新组建的东德人民警卫队中抽出士兵来加强边防部队力量，许多民间的过境点被壕沟和路障封锁。而西德也通过在1952年组建了一支由20,000人构成的联邦边防部队—— Bundesgrenzschutz（或简称为BGS）加强了防御；但是，盟军（北面的英军和南面的美军）依然负责边界地区的军事安全。
尽管如此，人们还是可以很轻易地就越过边界线。当地居民可以继续耕种另一边的土地，甚至能够在边界一侧生活，而在另一侧工作。难民能够偷偷溜过边界，或者通过贿赂守卫过去，来往于双方国家的商品走私也十分猖獗。虽然东德政府提高了安检标准，但是还是有大量民众移居到了西德：1949至1952年间，有675,000人逃到了西德。
- 图为1950年图林根州边界交界处的路障，靠近阿斯巴赫，后面就是一些军事设施
- 图为1961年7月位于普瑞沃（波罗的海海岸）的德国国内边界
- 图为1962年加固后的新边界，配有倒钩铁丝网，瞭望塔，布有雷区

### 1952–67年：“特殊体制”时期
如果说1952年之前的边界还算开放的话，那么从1952年5月26日开始这种状态便开始急转直下。当时东德开始实行一种“边界特殊体制”政策，他们称这是为了阻止“间谍﹑敌后反动人员﹑恐怖分子和偷渡者”进入边界。东德政府的这一举措被批评為限制居民进一步的流动性，而这会阻碍东德的经济发展。
整个边界沿线的土地都开垦出一段宽10米（32.8英尺）的地带，与之毗邻的是一片宽500米（1640英尺）、防守严密的“保护区”，其后还有一个宽5（3.1英里）的“限制区”，只允许那些持有特别许可证的人才能在那居住或工作。边界沿线的树木和灌木丛都被砍光，以此来为守卫提供开阔清楚的视野，同时也防止了有些潜在偷渡者将其作为掩体。边界附近的房子均予拆毁，桥梁封鎖，许多地方都安上了倒钩铁丝网。农民只能在白天在边界沿线料理农事，还必须是在武装士兵的监视下进行，这些士兵在对方不听从指令的时候有权使用他们的武器。
双方在边界上的社区团体都遭到了极大打击。随着边界的突然关闭，田地、煤矿甚至是房屋都分成两半。超过8300名居住在边界的东德公民在代号为“寄生虫行动”的项目中被强制搬迁到别地。另外3000名原住民在意识到他们要被驱逐出自己的家乡后，逃到了西德。1962年7月，在东德宣布封锁所有波罗的海海岸的边界以及实施相应的限制措施后，该国的封锁线又进一步加长了。
东柏林和西柏林之间的边界虽然没有完全封锁，但其管制也十分严格；东德公民依然能够进入西柏林，而这条路线后来也成为东德人民移民到西方的主要路线。在1949年至柏林墙修建的1961年间，大约有350万人—占总人口的六分之一—移民到了西方国家，其中大多数都是通过柏林这条路线。因为连接东柏林和东德重要地区的铁路线都经过西柏林，所以一旦坐上这些线路上的火车就可以轻易的到达西柏林。由于铁路线规划是不那么容易改变的，于是东德就围绕西柏林另建了一条长125（78英里）的铁路线。1961年，“柏林外围铁路线”完工后，封锁东德和西柏林之间的边界变得更加容易。同年八月，东德和西柏林之间的边界最终封锁。

### 1967-89年：“现代化边界”时期

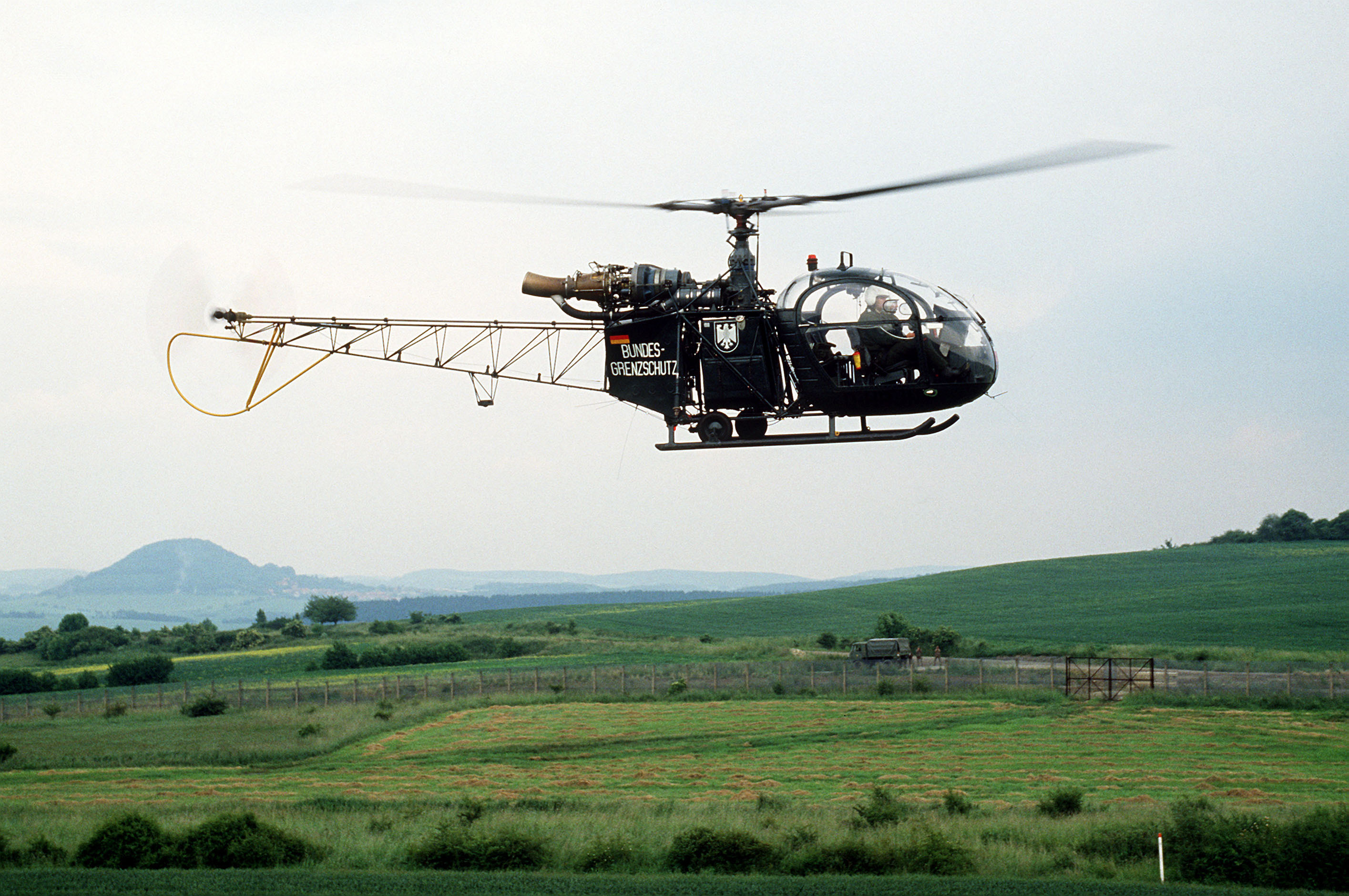
1985年边界防卫队使用“云雀II”直升机在边界的西德一侧进行巡逻

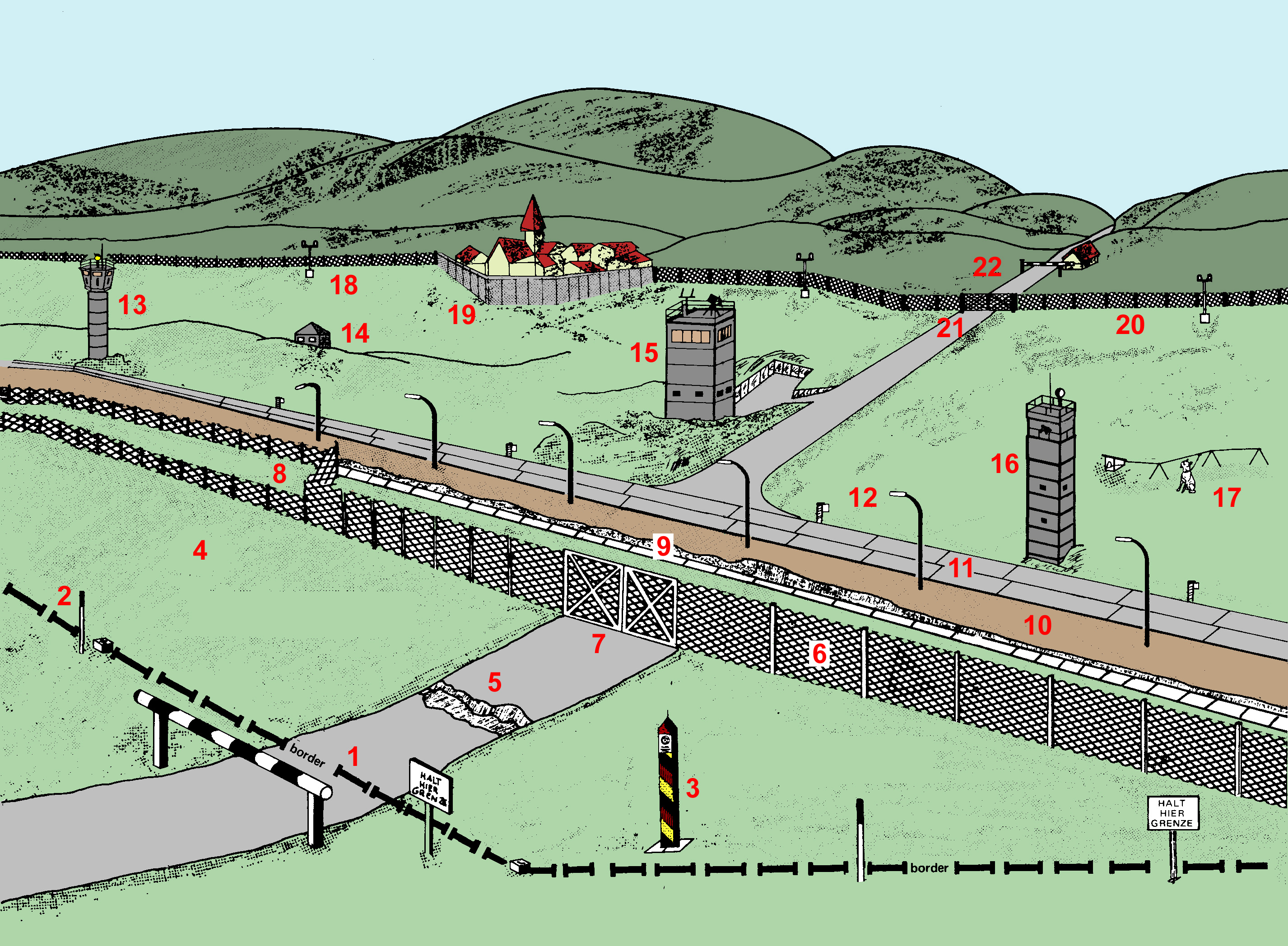
大约是在1984年绘制的第三代边界的示意图

德意志民主共和国在60年代后期决定强化其边界防御设施来建立一个更难穿过的“现代化边界”。倒钩铁丝网由更难攀爬的钢板网取代；定向反单兵地雷和反战车壕沟能够阻止任何人和车辆通过；绊脚线和电子信号灯让警卫能够觉察到任何试图逃跑的人；全天候的路边巡逻让士兵能迅速到达边界的任何一个地方；原先木制的防卫塔也换成了预制板结构的水泥瞭望塔和观察堡。
边界升级的施工工作开始于1967年9月份，大约总共修建了1,300（808英里）的防护设施，大部分相比原先边界的地理位置都后撤了较长一段距离。升级工作一直安然地持续到了80年代。新边界有效减少了外逃成功人员的数量，从60年代中期的每年1,000人左右降到了10年后的每年只有大约120人。
上世纪60年代末，西德总理维利·勃兰特提出了“东方政策”，缓解了两个国家间的紧张局面。在70年代初，该政策促使双方达成了一系列条约和共识，其中意义最为重大的一项就是东德和西德互相承认对方的国家主权，并且支持对方申请联合国成员国资格。西德依然将统一作为其理想目标，但实际上早已经将其放置一边，而东德更是完全舍弃了这个想法。两国政府在边界地区修建了新的过境点，东德也适当放松了过境规定，但是其军事设施依然像往常一样严密监控着整个地区。
1988年，西德领导人曾考虑过将现有的昂贵、麻烦不断的军事设施转变为代号“边界2000”的高科技军事体系。通过借助蘇聯陸軍在苏联－阿富汗战争中使用的科技，传感器和探测器将取代围墙。然而，该计划却最终没有实施。

## 经济和社会影响

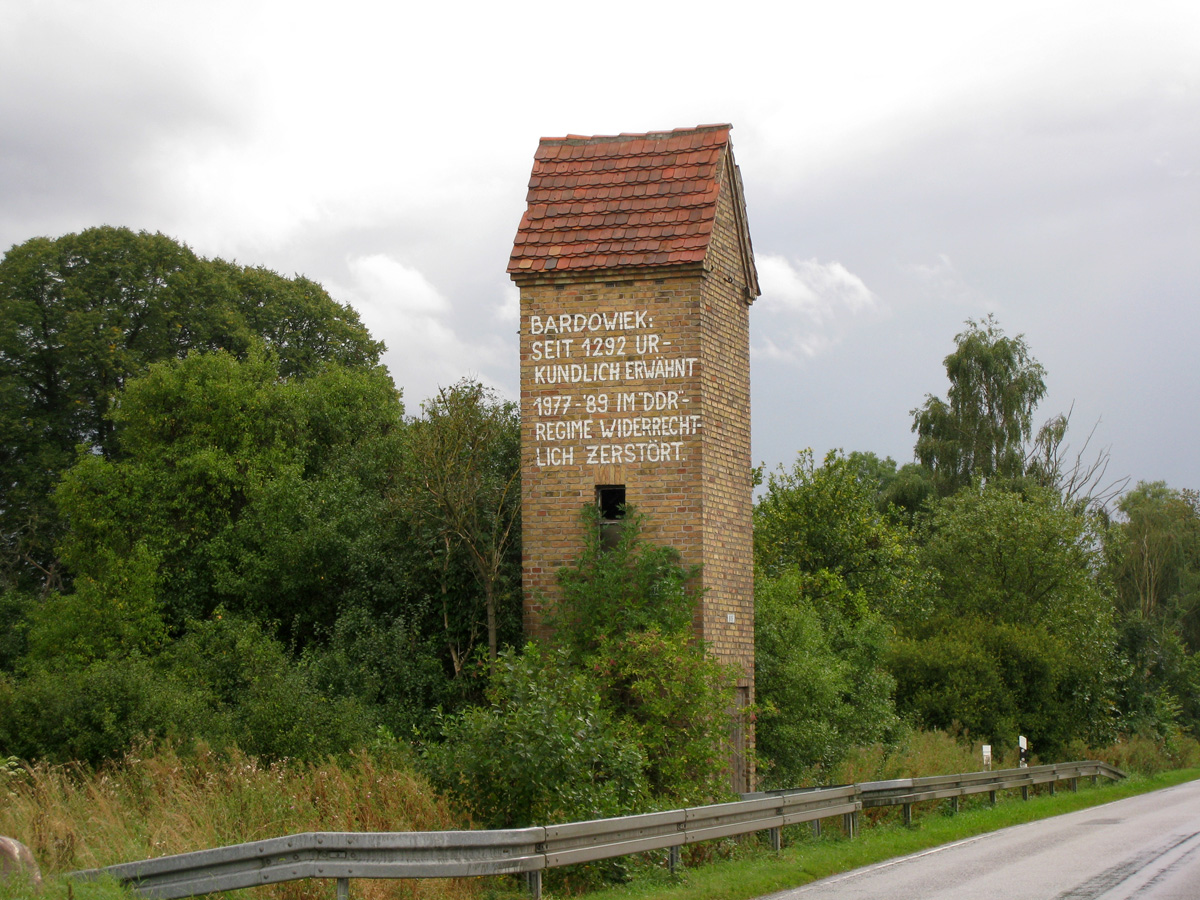
东德边界地区一个名叫Bardowiek的小村庄仅存的遗迹，该村庄于1970年代夷平。这座孤耸着的变压器塔楼上面的刻字为：“Bardowiek：1292年起便出现在历史中；于1977年至1989年间遭到‘德意志民主共和国’的非法破坏。”

边界的隔绝对西德和东德的经济和社会生活都产生了质的影响。跨境交通线大部分都中断，10条一级铁路干线，24条二级铁路干线，23条国家高速公路，140条地区高速公路和数不尽的小型公路，铁路和水路都中断。1966年的封锁最为严格，当时只允许6条铁路干线，三条国家高速公路，一条地区高速公路和两条水路投入使用。到了70年代双方关系较为缓和的时候，东德才同意开放更多的过境点来换取经济援助。在整个冷战时期，电话和邮政通讯依然在正常使用，但是包裹和信件经常需要打开來例行检查，电话也得接受东德情报部门的监听。
该边界造成了严重的经济影响。众多小镇和村庄与其商品市场和经济腹地的联系都被切断，导致边界附近地区的经济情况和人口数量都出现下滑。两德政府应对危机的方法却不尽相同。西德政府根据1971年制定的“边界地区援助计划”向社区发放大量救助金，以此在经济萧条中给予他们援助。边界沿线的基础设施和商业发展都因大量的国家投资而受益匪浅。
而由于东德经济更为落后，而且政府对人民实施严格管制，东德社区的生活则要艰苦的多。由于政府清除众多村庄，许多居民被迫搬离，于是边界地区的人数不断减少。边界的小镇更是由于政府严格的限盖政策而吃尽苦头：当地居民被禁止建造新房屋，甚至不允许他们维修现有的房屋，这导致许多基础设施严重损坏。政府虽然为那些居住在封锁区和防御地带的人们提供了15%的收入补助，但是这并不能阻止边界人口数量的减少，因为年轻人都为了寻找工作和更好的生活条件而搬到了其他地方。
东德为边界建造以及起军事设施的修建和维护而花费了大量财力。边界及其周边地区共占地6,900平方（2,700平方英里）—超出了东德领土面积的六分之一，而且这些地区内的经济发展严重受挫，有的甚至完全停滞。整个边界系统的实际开销一直是严密封锁的机密，直到今天也无法肯定其修建和维护费用究竟是多少。每修建一座BT-9型瞭望塔所需费用大约为65000東德馬克，每千米上的铁丝网的费用大概在151800马克。70年代“现代化边界”项目的开展更是导致了单兵支出的巨额增长：边防军总开销从1970年的每年6亿马克涨到1983年的接近10亿马克。在1989年早期，东德经济学家计算出每逮捕一个越境者就要花掉210万马克，是当时一个工人“价值”的三倍。

## 双方对边界的看法
两德政府对边界都持有不同看法。东德将它看作是一个主权国家的国际边界——是一条防范西方入侵的防卫线。在一部1981年宣传东德军队的电影“边防警卫队”中，將北约和西德聯邦國防軍、坦克全部描述成进犯东德、残忍至极的军国主义者。电影中接受采访的边防士兵将他们的见闻描述为己方行为的正义性和西德特工、间谍、奸细带来的威胁。他们在边界中死亡的战友受封英雄称号，还有东柏林的小学生向纪念碑敬礼的场景。
但是，西德的宣传册却仅将边界看作是“苏占区的分界线”，还着重强调了分裂德国的残酷性和非正义性。边界西德一侧的标语上写着"Hier ist Deutschland nicht zu Ende – Auch drüben ist Vaterland!"（“德意志不会终止与此地，对面也是我们的祖国！”）
当东德政府想尽办法阻止其人民接近边界的时候，西德政府却积极鼓励旅游业的发展，边界附近麻烦不断的地区都成了旅游热点。其中的一个例子就是巴伐利亚州中一座一分为二的村庄默德拉罗伊特。 美联社在1976年報導“成批的西方游客来此拍摄以共产主义围城、水泥碉堡、从绿丘上突出的地堡为背景的照片，一些集体农庄的奶牛就在山坡上放牧。
而西德还特意于1966年在巴伐利亚的齊默勞修建了一座高38-（125-英尺）的观光塔，是为了让游客能够不受山丘的阻挡就能看到东德内的情景。在1970至1980年代，东德境内一个名为凯拉的村庄内的居民发现他们自己竟然成为了西德公民的“旅游必看景点”。附近山顶上还建造了一个名为“凯拉之窗”的观光台，游客在那可以用望远镜看到边界对面的境况。为了满足许多人的消遣需要，1975年还在波罗的海的特拉弗明德港口附近一个与界石相邻的地方开了一处裸体沙滩。去那儿的游客经常都只是为了拍一张在模糊的东德瞭望塔下裸体照片；西德人民注意到“自从裸体沙滩开放后，对面瞭望塔上的活动便多了起来。”

## 边界军事设施

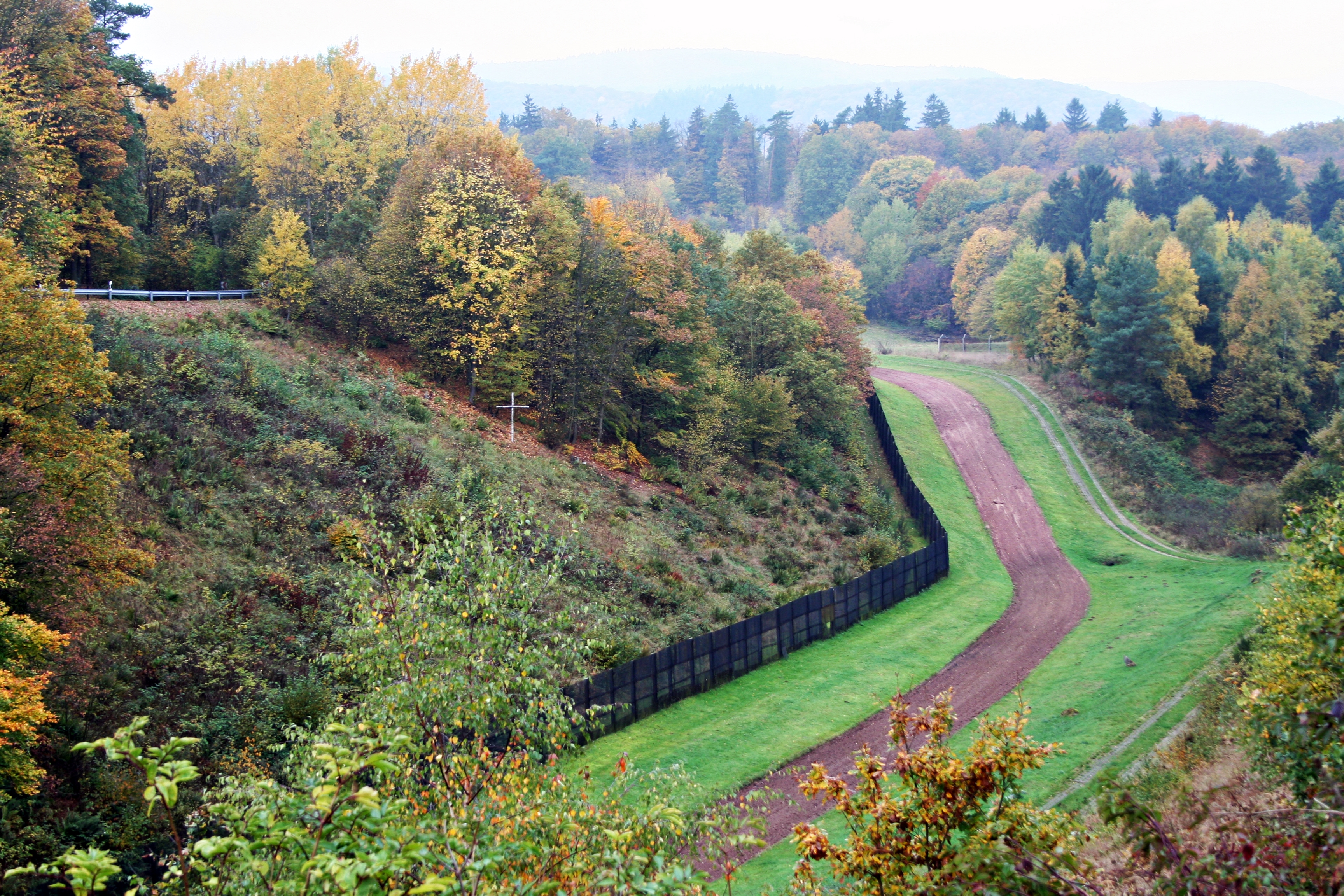
图林根和黑森交界处保留的一段边界：一段边界铁丝网，后面是一片雷区和巡逻公路。事实上的边界位于长有树木的斜坡上。
在斜坡上的空地后面有一个十字标记，1982年3月28日，34岁的工人Heinz-Josef Große在试图接近一架东德飞机时被击毙于此地。

边界的东德一侧设有复杂严密的的军事设施和防护区，纵向距离超过1,300（810英里），横向距离也有几公里。这些军事设施于1952年开始建造，并且其严密性和杀伤力在80年代早期达到顶峰。边防士兵们将边界朝向东德的一面称为友军方面（freundwärts），朝向西德的一面称为敌军方面（feindwärts）。

### 限制区
如果有人想在1980年前后从东德非法穿过边界到达西德，那遇到的第一个难关就是“限制区”（Sperrzone）。这是一片沿边界划定、宽5（3.1英里）的地区，严禁一般人进入。居住在此地的居民出入时要出示特别证明，并且不允许他们进入该区域内的其他村庄，夜晚宵禁时更是不许外出。该地区没有铁丝网包围，但是入口处都设有检查哨。
与“限制区”遥遥相望的是“警报栅栏”（Signalzaun），其实是一段绵延1,185（736英里）、高2米（6.6英尺）的金属铁丝网。铁丝网上排列有低电压铁丝网，当有人触碰或剪短铁丝时，警报就会响起，附近的守卫便会有所行动。

### 保护区
在“警报栅栏”的另一边则是有重兵把守的“保护区”（Schutzstreifen），宽为500至1,000（1,600至3,300英尺），与边界毗邻。整个边界线上每隔一段固定距离就有一座由钢筋混凝土和木板制成的瞭望塔，驻守在其中的士兵负责监视这片地区。到1989年时，这样的瞭望塔已经修建了大约700座；每一座较大的瞭望塔都配有一个1000瓦的可旋转探照灯以及可以让士兵在里面就可以进行射击的射击孔。这些塔的入口总是安放在朝向东德的位置，这是为了不让西方的观察哨看到守卫进出瞭望塔。边界沿线还分布着大约1000个两人驻守的观察堡垒。
- BT-11型（Beobachtungsturm-11）瞭望塔于1969年引入，高11米（36英尺），但是“头重脚轻”，十分不稳，很容易倒塌。
- BT-9型（Beobachtungsturm-9）瞭望塔在70年代中期引进。由于其稳固性而取代了BT-11
- “指挥官”瞭望塔高6米（20英尺），占地面积扩大了两倍，即可作为观察塔又可作为指挥塔
- 一座侦查堡垒，现今保存在“阿尔法侦查站”里，能够容纳一名或两名士兵
- 配备有3名东德士兵的金属瞭望塔。有些瞭望塔是可移动的，可以转移到任何需要的地点。

警犬是另一种用来震慑逃跑者的防范手段。“狗奔”（Kettenlaufanlagen）就是一种利用警犬警戒的关卡，具体来说就是将一条体型庞大的狗用一根长达100（330英尺）的绳子拴住，然后将其布置在边界中的“高危路段”。有时候他们也会将狗放养在边界大门或铁丝网损坏地区附近的临时围栏中。

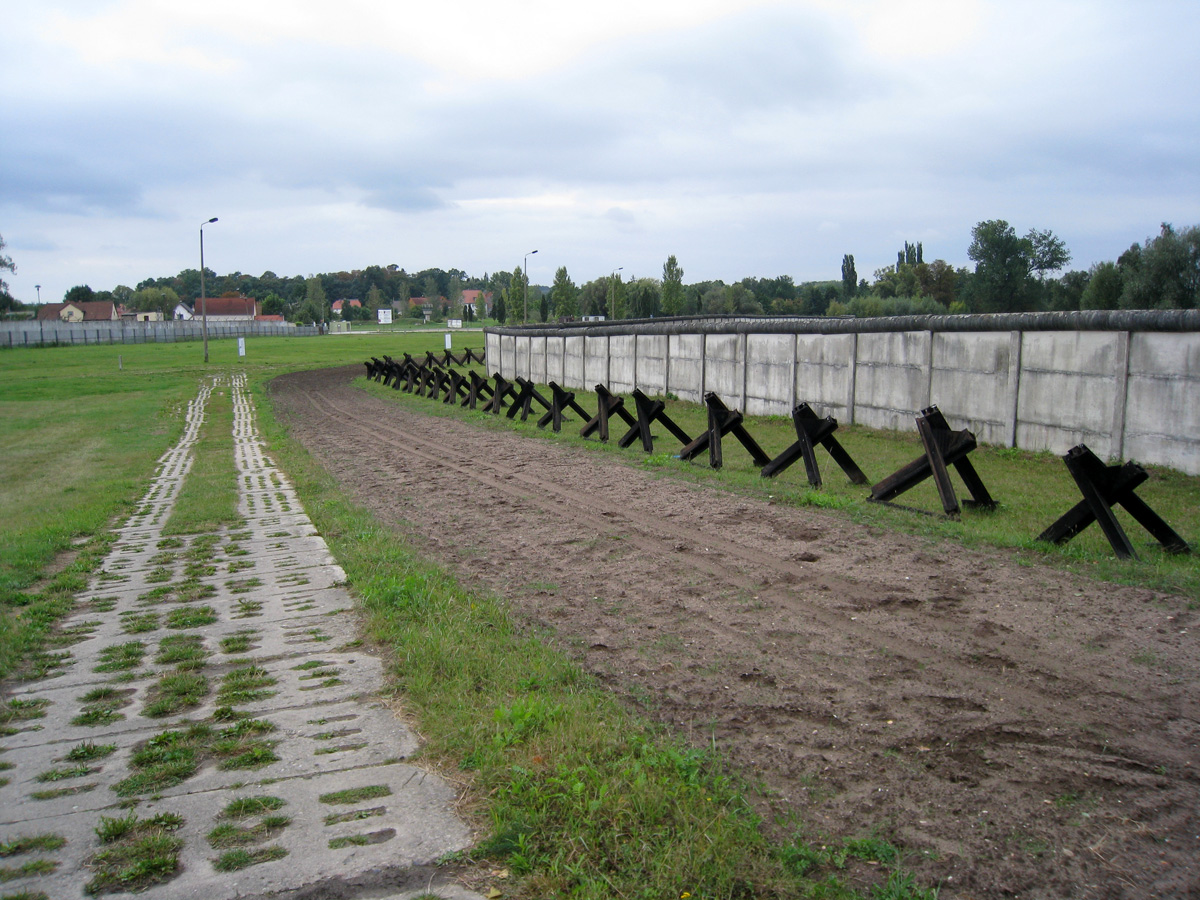
保留在赫滕斯莱本的一段军事设施。左边的是巡逻路段，中间的是主控制带，右边的是一排“捷克刺猬”反坦克障碍和边界围墙。

守卫巡逻用的道路是一种全天候的巡逻道路（Kolonnenweg，字面意思为“纵列道路”），在巡逻路上可以很快抵达有人试图越境的地点。边界处沿线还平行放置着两排排孔水泥障碍物，并且像这样延伸了有900（560英里）。
在巡逻道路旁边就是两条控制带之一（Kontrollstreifen）， 是一条几乎延伸整个边界的土路，与铁丝网平行。两条控制带都处在铁丝网的内侧。第二条“K2”控制带宽2（6.6英尺），与“警报栅栏”相邻，第一条“K6”控制带宽6（20英尺），布置在在铁丝网和围墙内侧。在一些很容易让人逃跑的边界地区，夜晚会有高强度的泛光灯照亮控制带，这些灯同样運用在穿过边界的一些河流上。
任何试图穿过控制带的人都会留下脚印，而这很快就会被守军发现。这使得警卫能够知晓那些未被察觉的逃跑事件，从而记录逃跑人数，逃跑地点和锁定逃跑的高峰时间段。通过这些信息，警卫能适时决定有哪些地点的巡逻需要增强，瞭望塔和堡垒应该重点监视哪些地区以及是否需要在某些地点增加军事设施。在主要控制地区的一侧还设置了反战车设备。有些地方还安放了“捷克刺猬”，德国人将它称为“Panzersperre”或“Stahligel”（意为铁刺猬），来阻止可以越过边界的车辆。
除此之外，边界上还有829（515英里）被挖掘成了“V型壕沟”。只有一些拥有自然屏障的地方，像河流、溪流﹑沟壑或者森林茂密的地区才不设障碍。

### 外围的铁丝网、围墙和雷区
从1952年5月最初修建的边界军事设施算起，外围铁丝网分几个阶段修建完成。第一代铁丝网只是简单的倒钩铁丝网（Stacheldrahtzaun），高度在1.2和2.5（3.9和8.2英尺），距离边界线很近。到了50年代后期，这种铁丝网就替換為好几排构造更加牢固的铁丝网，有时在这些铁丝网之间还会放上一排蛇腹形铁丝网，充深层防御网。
- 整修后的于1952年建造的“第一代”铁丝网，前方的区域是控制区
- 1962年的第二代防护网，前端是已经废弃的铁丝网，随后则是一片控制地带，两排铁丝网竖立在后方较远处，最后面则是一个瞭望塔
- 树立在第三代铁丝网前面的界杆，该界杆由多层延展钢丝从上到下重叠而成。

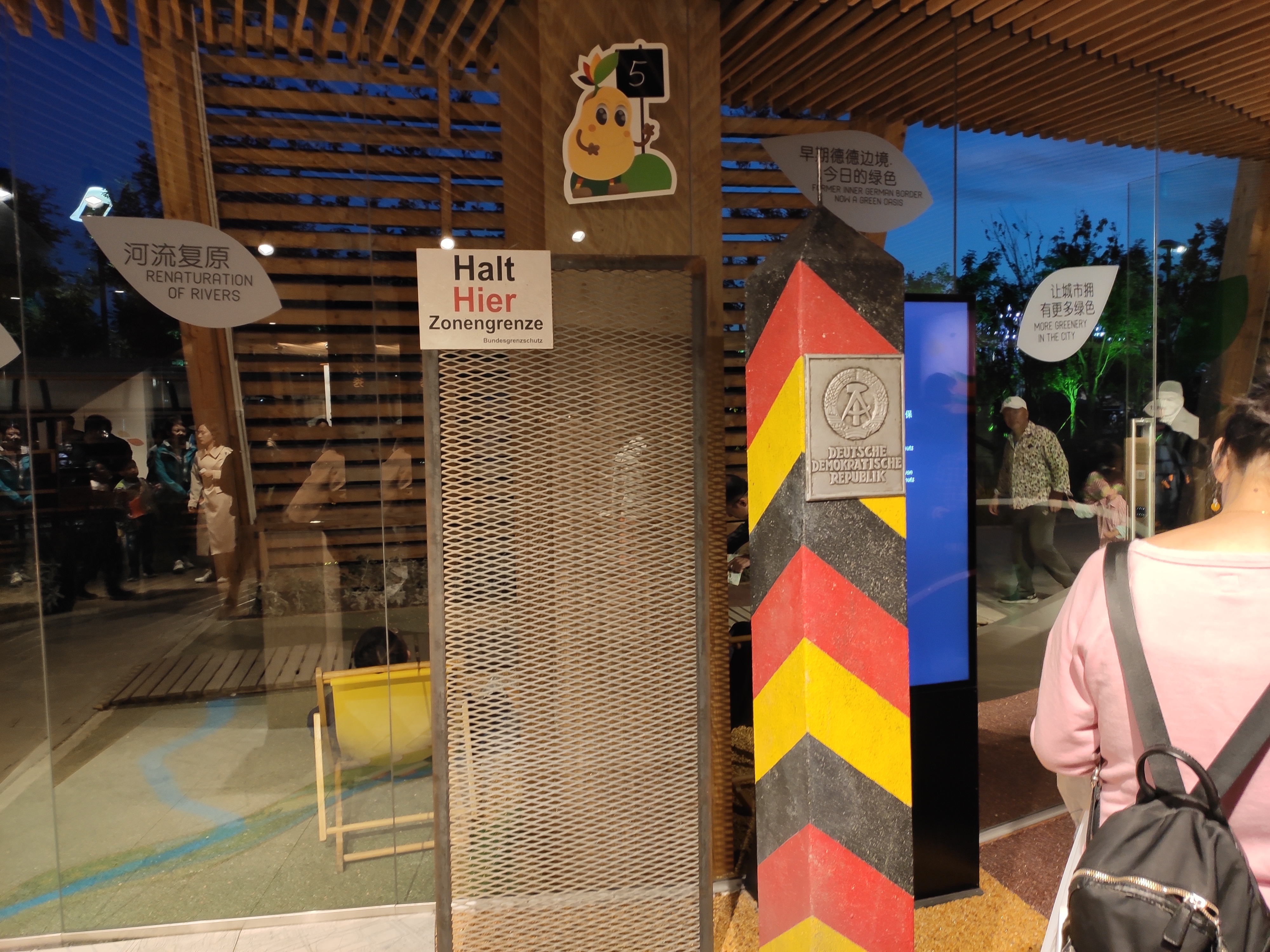
在2019年世界园艺博览会德国园展览馆内展示的第三代防护网模型

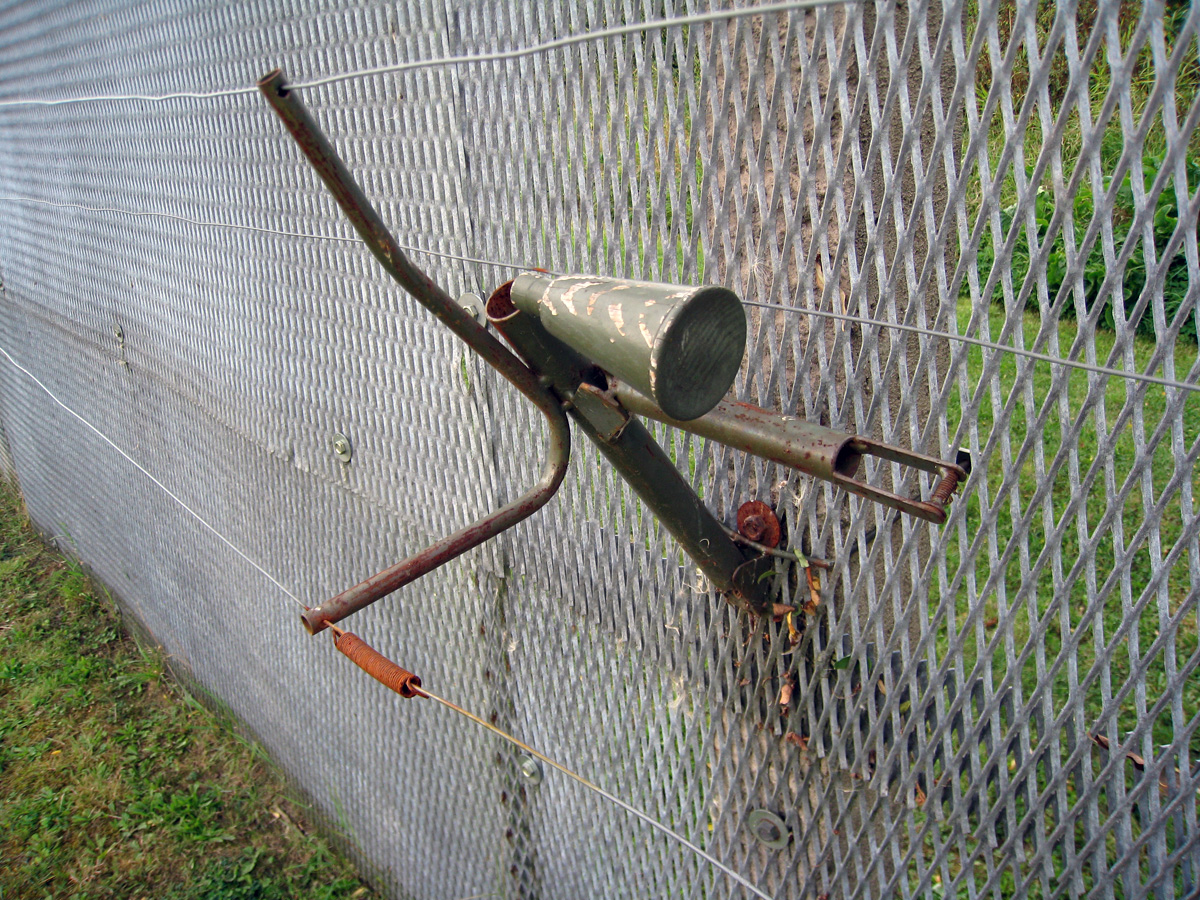
安放在铁丝网上的SM-70觸發式反单兵定向地雷。锥型桶里安放有炸药，觸發后会飞溅出大量弹片。

“第三代”防护网根据上世纪60至80年代的升级方案建造得更加坚固。铁丝网的位置相比以前后退了一段距离，这是为了在铁丝网和边界线之间留出一层外围空地。倒钩铁丝网替換成另一段通常高約3.2至4.0米（10至13英尺）的新栅栏。这些栅栏的原材料是网形铁板，网眼的开口很小，连一个手指都伸不进去，而且十分锋利。由于这种铁板是重叠而成的，所以不容易将其扯断，连撬棒和钢丝钳也拿它无可奈何。想从它下面挖地道也是不可能的，因为这种铁丝网的一部分还埋在地下。在一些地方，更多由钢丝和倒钩铁丝制成的较“差”的铁丝网排列在边界上。由于铁丝网并不是连续不断的，人们可以从很多其他地方越境，于是东德就在铁丝网之间装上了大门，能够让士兵在整个路线上巡逻，还可以让维修工人们可以维修另一边的各种关卡。
在一些有村庄毗邻边界的地方，村庄与边界之间会以木制隔板或者3—4（9.8—13.1英尺）高的水泥围墙隔开。靠近边界的房屋内的窗子全部堵上砖块或用木板封死，那些被认为“十分靠近”边界的建筑则直接拆除。围墙在边界线中只占了很少的一部分，到1989年时围墙在边界线上只有29.1（18.1英里）。
从1966年开始，军方开始在几乎长达一半的边界线上布署了反单兵地雷；到了80年代，大约有130万颗各种型号的苏制地雷埋在边界。而且，从1970年开始，苏军开始在边界外围地区共埋设了大约60,000枚SM-70（Splittermine-70）定向反单兵地雷，一旦触碰到连着触发装置的绊线就会爆炸。这些炸弹连接着能够触发引线的绊脚线，一旦引爆，锥形铁桶里的弹片会顺着铁丝网朝一个方向飞散出去。这种炸弹可在方圆120（390英尺）致人死亡。直到1984年末，这种地雷才在一片对东德政府的国际谴责声中最终拆除。

### 边界线
20世纪60年代末以前，那些军事设施基本上是沿着事实上的边界线修建的。但是在建造第三代军事设施之后，围墙和铁丝网等隔离障碍就后退了20（66英尺）到2（1.2英里）不等的距离。这就给了士兵们足够的火力视野，让他们在开枪射击逃跑者时不至于将子弹射到西德境内，同时这片缓冲地带还可以让维修工人在东德境内对围墙或铁丝网面向西德的一面实施维修。通往这片地带有着严格的限制，以防有士兵经不起诱惑逃走。虽然西方一直将这片区域称作“无人之地”，但是在法律上其仍是東德的领土，擅入者会被逮捕或射杀。
- 真实的边界：西德的是一个挂有警告标志的木棍，东德的是一个锥形标记物，远方有铁丝网和瞭望塔
- 图为东德的一个界石，其西侧刻有“DDR”（Deutsche Demokratische Republik）三个字母
- 图为东德的醒目“铁丝杆”界杆。顶部的尖端是为了防止鸟儿在上逗留。

东德和西德真正的边界还在这片区域的远处，有许多在西面刻有“DDR”的花岗岩石块作为标记。那些醒目的东德钢铁界杆在每隔500（1,600英尺）就要安装一个，边界线上总共约有2600个这样的界杆。在界杆朝向西德的一面还固定着一个东德的金属国徽。
而在西德一侧则没有任何军事设施，甚至在大多数地区也没设巡逻路段，只竖立了一些 标有诸如Achtung! Zonengrenze!（“危险！前方为边界区！”）和Halt! Hier Zonengrenze （“停止前进！此处为边界区”）警示牌来告知游客。他们还不允许国外的军事人员靠近边界，以避免双方发生冲突或发生任何他们不想看到的事件。边界附近还插着用英语和德语注明距离边界还有多远的标志牌，以防有人误闯边界。但在西德却没有这些限制，西德公民可以自由到达边界地区，没有任何的边界设施阻碍。

## 东德的海上国界
德国国内边界还一直延伸到了波罗的海，人们称其为“蓝色边界”或者东德的海上边界。东德在特拉沃河河口东岸部分地区布有军事设施，和对面西德的特拉沃明德港隔海相望。泥泞的海岸线上布满了瞭望塔、围墙和铁丝网，以防有人从此处逃走，各水域还有东德的巡逻快船巡逻。绵延不断的边界线终止在了普里瓦尔半岛，该半岛虽然属于特拉沃明德，但是却是在特拉沃河的东侧。从这到博尔滕哈根15千米的海岸线都在梅克伦堡湾东侧，属于“闲杂人等不得入内”的“保护区”，剩下的波兰边界上的博尔滕哈根到旧瓦尔普的海岸线都设有警卫和安全设施，包括珀尔岛、吕根岛、希登赛岛、乌瑟多姆岛、达斯半岛和武斯特罗半岛。
东德在波罗的海沿岸采取了安保措施来阻止人们逃跑。海边露营受到严格限制，人们也很难找到船只。东德政府在波罗的海海岸线上修建了27个瞭望塔。持枪警卫携带大功率的探照灯监视着海滩，如果发现有人试图逃跑，警卫会派遣快速巡逻船进行拦截。
逃跑者的目的地有梅克伦堡海湾的西岸（西德），位于盖瑟港的一艘丹麦灯船，丹麦南部的洛兰岛和法爾斯特島，或者只是任何一条国际航道。逃跑者希望能够被过往船只搭救，但是，这条波罗的海的逃跑路线是十分危险的。据估计，总共有189人在试图从波罗的海逃走的时候丧生。
一些人还试图从停泊在波罗的海港口的东德船只上跳入海中来逃跑。想用这种方法从丹麦港口逃走的人实在太多了，港务长不得不在有东德船只停泊的码头周边地区安装额外的救生设备。东德政府则在船上派遣持枪的交通警察来强行制止这种行为。1961年8月，交通警察在丹麦盖瑟港引起了一起国际纠纷：他们在码头附近殴打一名企图逃跑的公民，而且还开了枪，打中了一艘停泊在港口中的丹麦船只。第二天，成千上万的丹麦人上街抗议“德国人民警察的办事手段”。最终，东德政府通过进一步限制东德人民本就少的可怜的旅游机会阻止了“跳海事件”的发生。

## 河界
边界线还穿过德国中部三条主要河流的部分河段：劳恩堡和施纳肯堡之间的易北河（大约95（59英里）），韦拉河以及萨勒河。界河上的争端是最棘手的：虽然西方盟国和西德都认定分界线在河流的东岸，但是东德和苏联却坚称界线在河流的中央（根据深泓线原则）。事实上，双方的确是各占了一半的水道，但是双方的船只航道线经常越界。东德或西德的船只总是想维护自己在水上航行的权利，双方为此也经常发生激烈冲突。
边界的河流地区也和其他地区一样有重兵把守。东德在易北河上驻扎有大约30艘巡逻快艇，而东德则驻有大约16艘海关巡逻船。守卫密切监视着河流边界以防有人逃走，其中有很多人在试图穿过河流的时候淹死在河中。在二战封锁期炸毁的許多桥梁如今依然是废墟一片，在东德境内剩下的能用的桥梁都被东德封锁和毁坏。渡口已经不复存在，河流上的驳船则要接受东德士兵的严格盘查。为了阻止有人过河逃跑，东德的河岸均由延伸的铁丝网和水泥墙封锁了起来。在易北河一处名叫Rüterberg的村庄，这些军事设施完全将该村包围起来，将当地居民与东德其他地区以及西德的联系切断。

## 边界保卫部队
边界保卫部队由成千上万来自东德和西德的军事人员﹑辅助军事人员和文职人员组成，有些人员还来自英国﹑美国和前苏联。

### 东德方面
二战结束后，东德边界一侧最初是由苏联内务人民委员部（即后来的克格勃）下的边防部队负责巡逻的。在苏联将边界控制权完全移交给东德前（1955至1956年），这支部队从1946年开始得到一支地方招募的军事辅助队伍，德国边界警察（Deutsche Grenzpolizei或DGP）的补充。1961年，DGP变为了一支隶属于国家人民军的军队，并重新更名为东德边防部队（Grenztruppen der DDR，常稱“轻步兵”），隶属于国家人民军边防司令部（Grenzkommando）。他们负责保护与西德，捷克斯洛伐克，波兰，波罗的海，和西柏林边界处的安全和防御工作。在其鼎盛时期，东德边防部队下属有50,000名士兵。
大约一半的边防士兵都是应征而来的，但与东德其他部队相比，这一比例还是算低。许多其他本可能加入的人因为“不确定是否可靠”而被排除在外，比如说宗教狂热分子或者在西德有近亲。所有士兵都接受了详细的审查来确保他们的政治可靠性，还要接受大量的思想工作教育。
在1968和1985年间，斯塔西内的一支特殊队伍曾秘密隐藏在边防部队中，他们扮作普通的边界士兵，目的是清除潜在的叛徒。据说有十分之一的军官和三十分之一的士兵曾充当斯塔西的线人。斯塔西定期向士兵问话，并且保留了每一个士兵的档案。斯塔西的人员直接负责多项安全检查工作；过境点的护照检查站就是由身穿边防军制服的斯塔西成员看守。
边防士兵也收到严密监视来确保他们不会利用自己的内部情报来越过边界。巡逻车，瞭望塔，观察站内经常是两三个士兵同时操作，他们在任何情况下都不允许离开对方视野。如果有士兵想逃跑，他们战友接到的命令是在毫无警告的情况下毫不犹豫地向其开枪。有2,500名士兵成功逃到了西德，但其他5,500名逃兵则越境失败，被逮捕并处以5年监禁。还有许多人在逃跑时被枪杀或者受伤。
守军的工作还包括维修防护网，在瞭望塔和掩体内监视边界，以及一天巡逻几次边界线。边界侦查兵团（Grenzaufklärungszug ，简称为GAK）是一支精锐侦察部队，负责边界巡逻和针对西德的情报搜集工作。GAK士兵经常拍摄边界附近西方游客的照片，他们还负责监视维修铁丝网的工人。机枪的火力范围一直覆盖着工人，以此来打消他们逃跑的企图。

### 西德方面

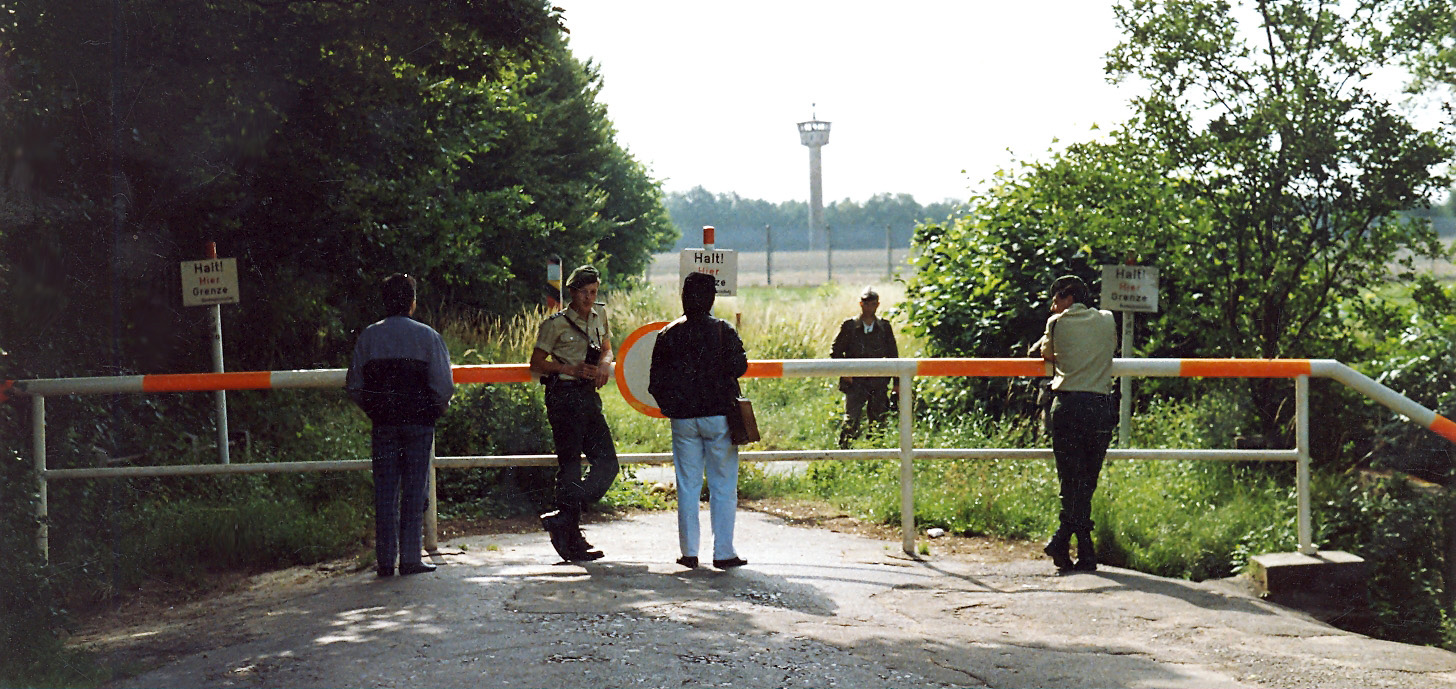
西德边防警察部队士兵、平民和一个东德边防士兵在吕贝克附近的黑恩堡隔栏相望

西德众多政府机构都负责维持边界西侧的治安，包括联邦边界保卫队，巴伐利亚边界警察和联邦海关总署。西德军队在没有联邦边界保卫队士兵的陪同下是不允许靠近边界的。
联邦边界保卫队成立于1951年，负责边界沿线纵深30（19英里）地区的治安。共有20,000名士兵，配备有装甲车，反坦克火炮，直升机，卡车和吉普车。联邦边界保卫队在其辖区内拥有应对边界威胁的有限权力。
BZV（Bundeszollverwaltung）则负责维持边界多地的治安以及掌管西德的过境点，其士兵都和家人居住在边界沿线的社区中，在边界纵深10（6.2英里）的区域内执行常规巡逻任务。他们有权在除巴伐利亚段边界的其他活动区内逮捕和搜查可疑分子。BZV和BGS的管辖范围在相当一部分上都重叠了，这也导致两个部门之间一定程度上的不和。
BGP（Bayerische Grenzpolizei）则是一支有巴伐利亚政府组建的边界监察部队，负责执行边界沿线390（240英里）的检查任务。到了60年代后期，BGP内的600人和BZV、美国军队一起在边界辖区内巡逻。由于BGP和BZV的职能相似，因此这两个机构之间也常因辖区范围分歧而产生争斗。

### 西方盟国方面
英军士兵在他们德国国内边界辖区内的巡逻频率并不高，而且大多数都是为了训练或者只是象征性的巡逻。到了20世纪70年代，他们一个月只巡逻一次，基本上不使用直升机和地面检测雷达，也不再修建观察哨。英国在边界上的辖区分为两部分，总共涵盖了边界沿线650（400英里）的地方。英军并不像美军一样派遣一支部队长期执行巡逻任务，而是让“英国驻莱茵河军”下的各部轮流执行巡逻任务。
边界的英军辖区由英国边防部队（BFS）负责巡逻，而它的隊員数量在西德边界各國巡查机构中也是最少的。它的下属隊員其实是充当英國军政利益及德国边界部门三者之间的通讯兵。英国边防部队在1991年德国统一之后就解散了。
在从1945年至冷战结束后的这几十年里，美国陆军在德国国内边界一直持续出现且扮演了十分重要的角色。美軍常规部队从战后就一直控制着边界，直到1946年才由美軍保安隊所取代，而后者也在1952年美方将监管责任移交给德国政府后解散。后来的边防部队则是奉派来實施永久性防御的三个装甲团。第3装甲团驻守在班贝克，第2装甲团驻守在纽伦堡，第13装甲团则驻守在富尔达，不久后第13装甲团就由第11装甲团代替。这三支部队负责利用观察哨、空中和地面巡逻来监视边界，防止外人侵入以及收集关于华约相关活动的情报。

### 跨边界交流
双方基本没什么非正式交流；东德禁止其軍人和西方国家的人说话。直到70年代缓和期的时候，双方才为14条正式外交用的直连电话线（GIP，“边界信息交汇处”）制定相关章程。这些交流是为了解决影响边界安全的地方问题，比如像洪水，森林火灾或者流浪动物。
许多年来，双方以向对方领土发射或空投宣传标语和宣传筒的方式进行宣传战。西德的宣传单是为了说服东德边界守卫不要射杀穿过边界的逃难者；东德则极力将西德刻画成一个试图让德国重新变成纳粹德国的军国主义政权。
50年代的时候，東德每年都会向西德散发数不尽的宣传册子。仅是1968年一年，东德就向西德方向发射了超过4,000枚“宣传弹”，其中包含了大约450,000张宣传单。界河的河水中还发现了另外600个来自东德的防水容器，里面也含有宣传单。这场“传单战”最终随着70年代早期两国为了谋求关系正常化而制定的众多双边协定而停止。

## 穿越德国国内边界

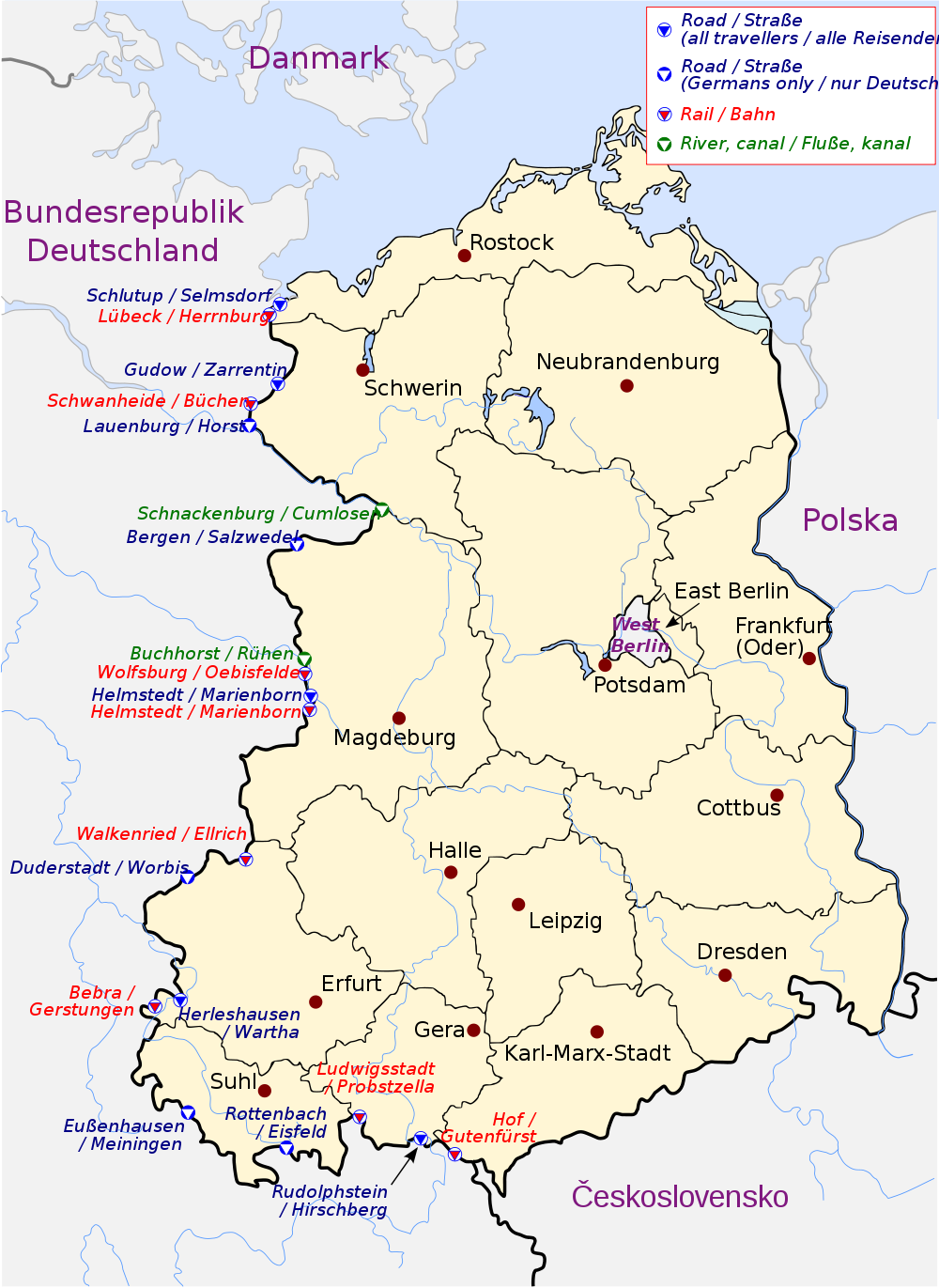
圆点代表1982年德国国内边界的过境点

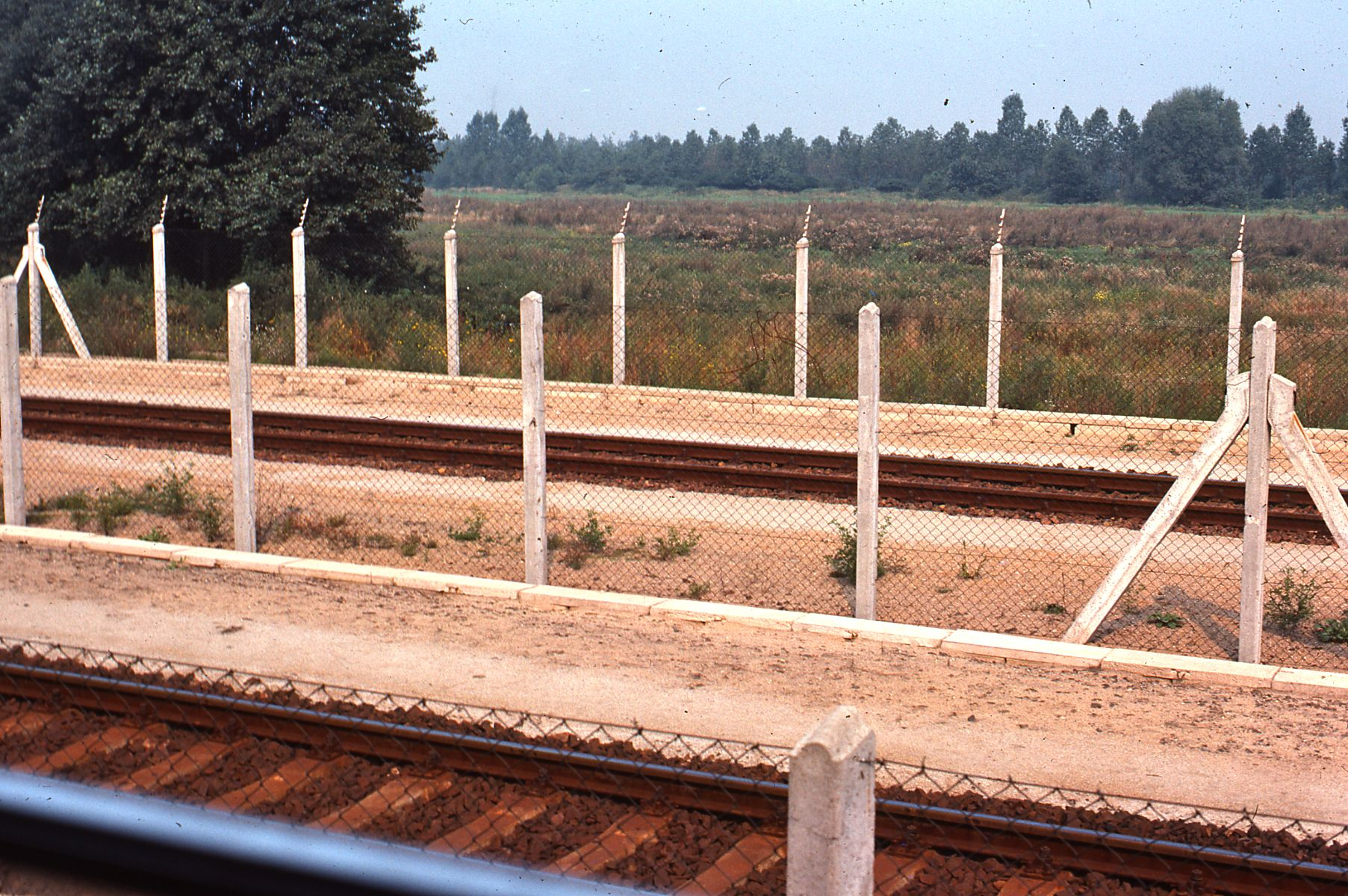
西德的铁轨穿过东德境内。从这张1977年的图片中可以看到铁路两旁设有隔离带来防止人们进入。

德国的国内边界从来没有像韩国和朝鲜的边界那样完全封锁过，即使在冷战时期，人们照样可以出去边界。一系列有关柏林管理的战后协定都明确指出西方盟国将有权通过指定的空中、陆上、铁路和水上路线进去柏林城区。苏联和东德在这一点上是完成的最好的，只是有时道路会出现中断，给游客带来困扰。即使是在1948年的“柏林封鎖”时期，物资也可以空运到柏林——也就是著名的“柏林空运”。不管是在封锁柏林前还是之后，西德公民、军用火车、公路汽车和驳船都能从东德到达柏林。
能够让人合法穿过边界的空中、公路、铁路、河流路线为数甚少。外国人还能够穿过东德领土进出柏林，丹麦，瑞典，波兰，捷克斯洛伐克，但是进入东德的其他地区的道路十分有限，而且这些地方都有严密的监控，他们在旅游、住宿以及消费等方面都要受到种种限制。长时间的检查导致过境点的交通十分缓慢。西方国家的人将过德国国内边界看作是一件十分麻烦的事情；简·莫里斯曾写道：
旅游时从西德过边界到东德的经历简直就像做了一场灰色调的噩梦，到处都是崇尚极权主义的恶霸。我可以感受到人们在这个灰暗国度里微不足道的憎恨，在这里任何你从没听说过的事都可能发生在你身上。你的一举一动都在一双双警觉的眼睛和各种体制的监督之下。

### 过境点
1952年前，人们几乎可以穿过边界线上的任何一个地方。后来，边界线上的军事切实切断了32条铁路线，3条高速公路，31条主干道，8条一级公路以及大约60条二级公路和数不尽的干道和货运线路。过境地点也限縮为三条空中走廊，三条陆地干道，两条铁路线和两处允许船只抵达柏林的河流交汇口，还有其他一些用来输送货物的过境处。
这种情况在70年代的“缓和政策”实行后便有了很大改观。一些为那些所谓的“少数边界流动人员”，大多数也就是西德短途旅客而设立的过境点在边界沿线各地开放。到了1982年，已经有了19条过境路线：六条普通公路，三条高速公路，八条铁路线以及易北河和中德运河。
规模最大的过境处是在汉诺威-柏林高速公路（即联邦2号高速公路）上的黑尔姆施泰特-马利恩邦边境口岸，在1985年至1989间共有3,460万从此处过境，代号为“Alpha过境点”，也是由盟军在柏林方面公路上建造的三个过境点中最早設立的一個。另外两个是“Bravo过境点”和“Charlie过境点”，前者所在的高速公路连接着东德和西柏林，后者则是最出名的一个，因为它是唯一一个允许非德国民众从西德到达东德的过境点。
想仅凭开车就冲过过境点中的障碍是不可能的，因为东德在其中安放了能够致人死亡的高强度路障和滚动障碍，事实上也的确有人因此丧命。来往车辆要接受严格的检查，防止有人藏身其中。士兵会用探针来检查车辆的底座甚至油箱，这些地方都是可能藏人的地方，有时候还会将车子在现场的一个修车厂内拆卸一部分。在马利恩邦甚至还有一个尸体检查室，人们在那里将棺材打开来确定里面的人是不是真的死了。过境者要接受搜查，还有人盘问他们的旅游计划和旅游原因。这一整套检查系统科技含量低，进程缓慢，主要依靠大量记录游客信息的信息索引卡，尽管如此，它却十分有效。在马利恩邦过境点发挥作用的28年间，没有一次成功的越境事件记录在案。

### 过境规定
西德居民能够相对轻松地去拜访东德的亲戚，但是也必须经过一系列的官方流程。东德军民则要受到更加严格的限制，直到1964年他们才獲准到西德探亲，但只有退休人员才有这项特权。于是就产生了一个笑话：只有东德的人才盼着老年生活。到了1972年才允许年轻人到西德旅游，但是直到80年代中期才有少部分人真正这么做。他们必须要申请一个出国护照和签证和支付一大笔费用，还要征得老板的同意和接受警察的审讯。
申请成功的機率极低，每年大概只有40000人得到批准。官员们拒绝申请的理由十分武断，完全就是取决于地方官员们的友好度。党内积极分子和文化使节可以经常得到外出旅游的许可，优秀的运输工人也是如此，但是他们不允许携带其家人。
直到上世纪80年代末，普通东德民众才獲准以“紧急家庭事务”為由去西德，比如像结婚、亲戚得重病等。1986年2月，政府放宽了对“紧急家庭事务”的定义，于是东德平民前往西德的人数出现大幅增长。有报道说，这些政策的放宽是因为东德领导人想以此来降低公民的旅游欲望和减少移民申请者的数量。然而事实上，这些政策的放宽却起到了相反的作用。

### 从东德移民

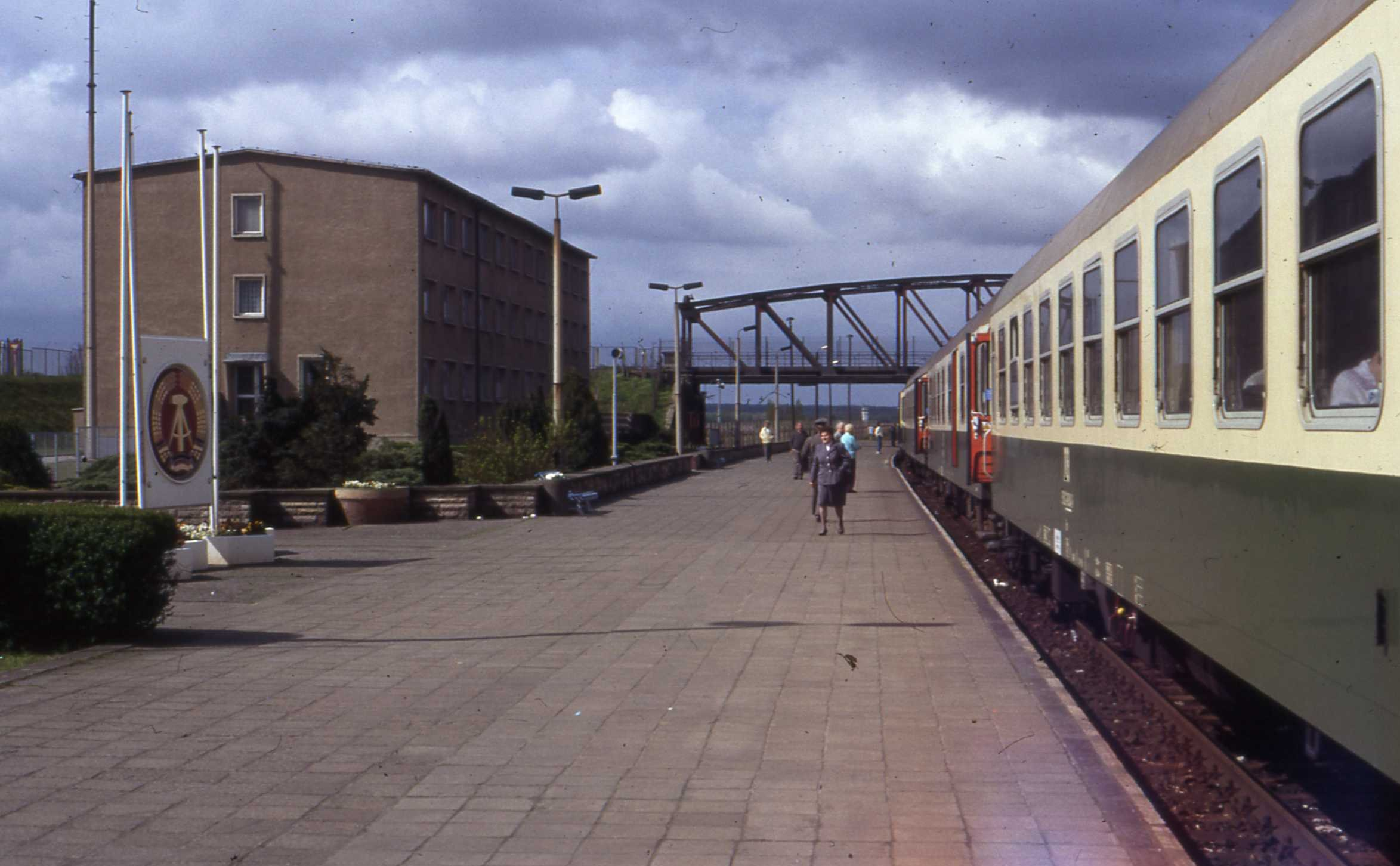
1990年的厄比斯菲尔德火车站，在这可以乘坐火车过境。

东德没有任何一条法律规定公民可以从本国移民到他国。然而，自从1975年东德签署了《赫尔辛基协议》后，越来越多的东德公民利用协议中保障人身流动自由的条款来确保其出国签证的有效性，该协议是一款旨在促进欧洲各国之间关系的泛欧协议。80年代末期，每年有超过100,000人提交签证申请，只有15,000到25,000人能够获取签证资格。
尽管如此，东德政府依然反对移民，并且想方设法阻止那些任何想移民国外的人。他们故意放慢出国许可证的申请过程，潜台词就是“等着吧，反正是不会有结果的”。申请者会被社会边缘化，会被降级或者直接失业，与大学无缘，遭到社会的排斥。申请者遇到的另一个威胁就是他们子女将由国家扶养，理由是他们不适合扶养子女。还有专门的法律来惩罚那些一再申请移民的人；在70年代和1989年间，斯塔西（注：前民主德国国家安全局）共逮捕了10,000多名申请者。
中央委员会安全部门的一份报告上写到：移民问题已经使我们面临着事关东德发展的重大问题。经验表明，现有的一系列解决方案（旅游条件的改善，将申请者驱逐出境等）不仅没有起到预期效果，反而使现实情况朝着另一个方向发展。”报告总结道，移民问题“可能会削弱人们对党制定政策的正确性的信任度”。

### 资金赎买和“人道主义特赦”
东德居民移民还可以通过西德政府的一项名为Freikauf（意为“购买自由”）的计划，即政府出钱购买东德人民，这种方法虽从未出现在东德的移民政策中，却早已為人熟知。在1964年到1989年间，该计划共解救了33,755名政治犯。1972年，又有2,087名犯人因特赦而獲釋到西德。还有215,000人，包括2,000名与父母隔离的儿童獲准离开东德和家人团聚。作为条件，西德政府向东德支付了超过34亿马克，其中既包括商品又包括货币，这些钱在1990年大概相当于23亿美元。
这些被“购买”的人价位也不一样：一个体力劳动者需花费大概1,875马克，一个医生则需约11,250马克。按照东德的说法，这些钱是政府犯人训练费用的补偿。有一段时间，还可以用东德稀缺的商品进行交换，比如像橘子，香蕉，咖啡和医疗药品。每个囚犯的平均价格是4,000马克。
这项计划在西德饱受争议。有许多人将Freikauf计划称作“人贩子计划”，但有的人却将它称作是“完全的人道主义举措”。西德政府是以“为所有德国公民提供特殊帮助”的名义为Freikauf提供资金支持的。

## 逃跑企图和边境受害者

### 难民潮和逃跑计划

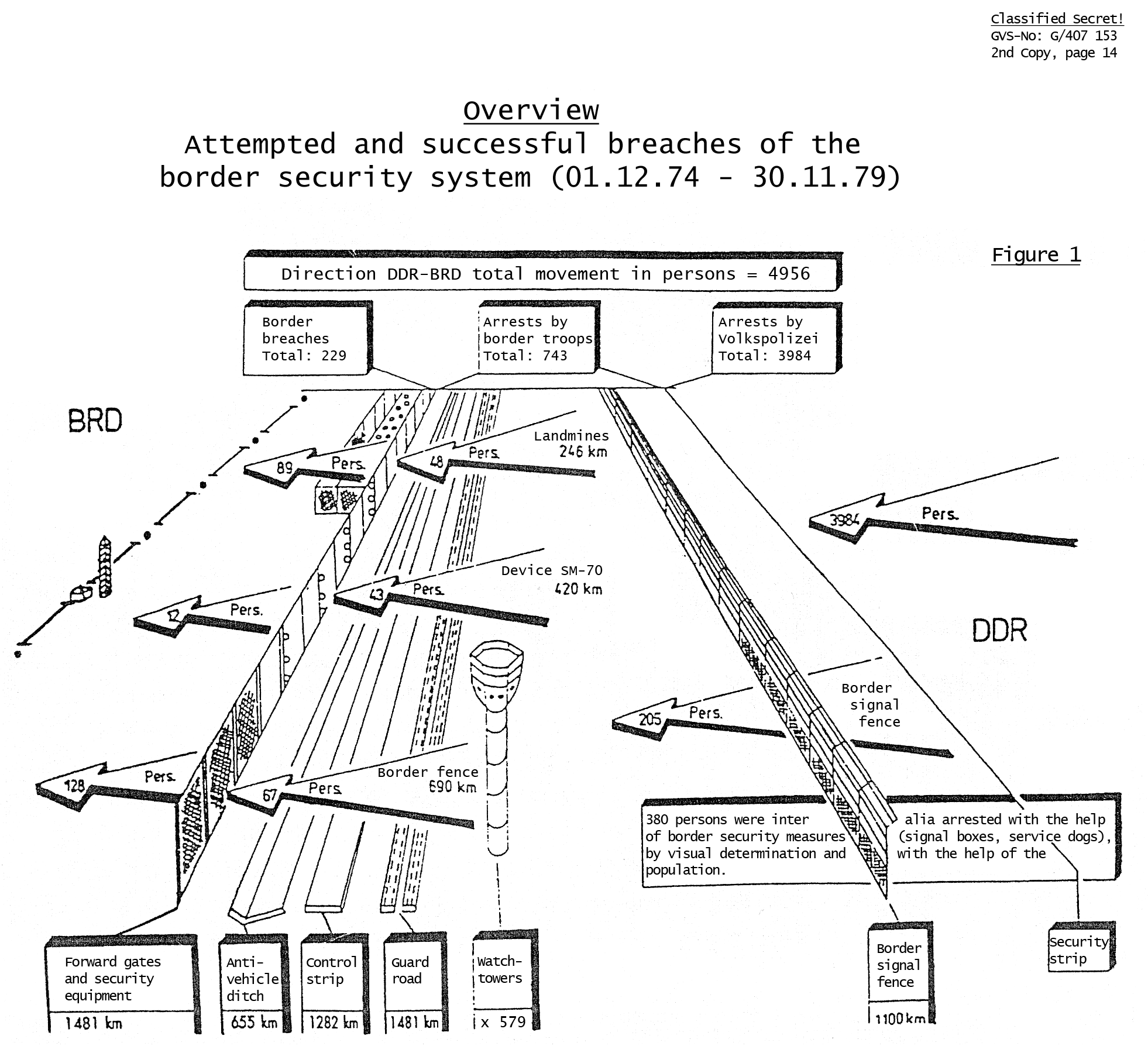
该图显示的是在1974至1979年间成功穿过边境内各道关卡的人数

在1950至1988年间，大约有四百万东德公民移民到了西德；其中有三百四十五万四千人是在1950年至1961年柏林墙建造期间离开的。在边境移交军方管控和柏林墙修建之后，非法过境的人数便开始即急剧下降，并且随着今后几十年间边境防御工事的不断升级，过境人数更是持续下降。但是，逃跑人员在所有东德移民总人数中依然占有很大比重。在上世纪80年代，离开东德的人员中，非法穿越边境的人数只占了大约1%，大多数人是得到官方批准后才离开的：他们逃到了第三方国家或者被西德政府“买走”。
大多数逃亡者的经济生活状况都很差，他们想通过移民西德的方式来提高他们的生活条件，增加工作机会。一些事件，如1953年鎮暴、强行集体化以及80年代后期在东德爆发的最后一场经济危机，都引起了一股又一股的逃亡大潮。
东德有关部门详细研究和记录了边境中的逃跑事件以此来找出边境看守的薄弱点，这些薄弱地点后来都加固了军事设施。70年代末，东德军方展开了一个回顾以往“非法越境”（Grenzdurchbrüche）的调查。调查表明，在1974年12月1日和1979年11月30日间，共有4,956人尝试“过境”，其中3,984人（80.4%）在外层控制区遭東德民警逮捕。205人（4.1%）在警报栅栏处被捕。
还有另外743人（15%）在内层安全区内落入守军手中。48人被阻止—也就是遭地雷炸死或炸伤，43人（0.9%）在碰到铁丝网上的SM -70定向诡雷之后结局也差不多。另有67人（1.35%）在铁丝网附近被拦截（枪杀或逮捕）。总共有229人，只占总数量的4.6%，也就是说不到五分之一的人成功越过了铁丝网，在这些人中，有129人（占逃跑成功者的55%）是通过无雷区越过铁丝网的，89人（39%）是在穿过雷区之后越过铁丝网的，但是只有12人（总数的6%）成功躲过了铁丝网上的SM-70诡雷。
东德对有越境企图的人的惩罚措施极其严酷。从1953年起，政府就宣布逃跑行为为“叛逃共和国”（Republikflucht，字面意思为“从共和国外逃”），该词与军中用词「逃兵」（Fahnenflucht）相似。逃跑成功者不会被视为“难民”而是“共和国的背弃者”。试图逃跑者被称作“封锁线突破者”（Sperrbrecher，但是通常将其略譯为“边境侵犯者”）。那些帮助别人逃跑的人不是西德口中的助逃者（Fluchthelfer），而是人口販子（Menschenhändler）。这些意识形态色彩如此鲜明的词语表明国家将越境者看成与叛国者和罪犯无异。
1957年，叛逃共和國行為正式成为违法行为，违者将收到巨额罚款和最高三年监禁的惩罚。此规定还同样适用于其他關於试图逃离的行为，像协助他人逃跑。当场截獲的逃跑者会比照间谍惩罚，定刑时还会在原有的基础上适当加重处罚。超过75,000人—平均每天超过7个人—因非法越境而被捕，平均每个人都因此而受到监禁一到两年的惩罚。如果一个边境守卫企图逃跑而曝光，那么惩罚則严厉的多，他们的平均监禁时间为五年。

### 逃跑方式
逃跑者逃跑的方式层出不穷。大多数都是徒步穿越边境，但其中有些人会另外寻找一些跟更加僻静的道路。其中最令人咂舌的就是1979年9月两户人家的八个人乘坐热气球逃跑的事件。他们最高上升到了空中2,500（8,200英尺）处，最终降落在西德小镇奈拉附近。后来该事件改编成电影《偷渡人》。
其他的逃跑者则更多依靠体力和耐力。1987年，一名逃跑者使用铁钩来翻越铁丝网；1971年一名医生从罗斯托克游泳45（28英里）横渡波罗的海，在快抵达丹麦的洛兰岛时由一艘西德的游艇救起。还有一名逃跑者在1987年利用一床充气床垫横渡了波罗的海。
大规模逃跑事件很少发生。其中一起成功案例发生在1961年10月2日，当时是53名来自边境附近的一个名为Böseckendorf的小村庄的村民一起逃出了边境，数量占了全村的1/4，1963年2月又有13名村民逃到了西德。1964年9月更是发生了一起极其少见的大规模潜逃：14个东德人，包括11个小孩，躲在一辆冷冻卡车里偷运出境。他们躲在屠宰后准备运往西德的猪尸下来躲过检查。
人口流动并不是单方面的；每年也有成千上万的人因婚姻问题，家庭隔阂或者对家乡的思念从西德移民到東德。也有不少盟国士兵，包括英法德美的士兵叛逃到東德。冷战后期，有300名美国公民因为各种原因逃到了“铁幕”的另一边，例如逃避刑事指控，政治原因，或者是（像圣彼得堡时报所说的那样）“渴望异性的美国大兵被边界的警铃所诱惑和吸引”。这些叛逃者的结局不尽相同：一些直接以间谍罪遣送劳改营；有些人自杀了，只有少数人能够在东德成家立业。

### 射杀逃跑人员
在1945年以前，民间的越境者很有可能会被苏联或东德的边防軍开枪打死。他们将“使用致命性武器”这一命令冠以代号“开枪射击令”（Schießbefehl）。这个口令最早实施于1948年，当时刚刚发布了有关在边境地区武器使用的规定。1952年5月27日，在下发给东德警察的要求中规定到“对不遵守边境巡逻秩序的人使用武器”。从上世纪60年代一直到80年代末，边境士兵们每天都会接到“追捕、逮捕或歼灭违规者”的口头命令。1982年5月，东德边境国家法事务处颁发命令：对那些“公然试图冲过边境”的人，火焰武器的使用是所有手段中“最极端的手段”，自此，东德正式将使用可致死武器的规定上升为法律。
东德领导人明确认可了对致命性武器的使用。东德的国防部长海因茨·霍夫曼在1966年8月说道：“任何不对边境怀有敬意的人将感受到子弹的力量”。1974年，东德国防委员会主席埃里希·昂纳克下达命令：“火药武器将在尝试越境的行为中不留情面地使用，那些因此成功阻止越境的同志将受到嘉奖。”
毫无疑问，开枪射击令在西德极具争议性，也是西德民众最为批判的一项命令。如果该命令让东德在解释逃跑者死亡原因时在政治上陷入尴尬局面时，该命令便会暂时停用，比如说1985年法国外交部长访问期间。这不仅是许多东德士兵的问题，也成为激励一部分逃跑者逃跑的一个因素，因为他们知道士兵会因为杀死自己同胞而受到良心的谴责。

### 边境死亡人数
由于东德一直将其看做国家机密，德国国内边境地区究竟死了多少人至今是个迷，更不提他们都是什么人了。但是自从德国统一后东德有关纪录中的证据不断被发现，人们对死亡人数的估计一直在上升。到2009年，非官方的估计人数是1,100人，但官方给出的数据只有270到421人之间。
边境上有各种各样的方法杀死越境者。许多逃跑者都死於边境士兵槍殺，也有很多人死在了雷区和各种陷阱中；大量平民在试图渡过波罗的海和易北河时淹死在水中。而且这些在边境上死去的人中，有的其实是没想越过边境的。1961年10月13日，西發里亞評論報记者库尔特·利希滕施泰因在边境村莊齐谢里附近中彈身亡，原因是他试图同一名东德农民交谈。该记者的死引起了西德政坛的强烈谴责。一些不伦瑞克的学生还在边境上竖起了一个抗议杀害平民的标牌。
1976年8月，意大利卡车司机兼意大利共产党黨员Benito Corghi在过境检查站命喪槍下。这起事件让东德政府大失颜面，并且破天荒的做出了道歉。在1976年5月的另一起极不光彩的事件中，一名早在几年前就逃到西德的前东德政治犯，Michael Gartenschläger，在边境的比兴附近遭到一股突击部队的埋伏并被杀害。斯塔西则将这起事件描述为他“已被东德安全部队成功清除”。
有25名东德边防人员被西德軍人打死，或遭抵抗的逃跑者杀死，还有的是死於己方戰友之手（经常是意外造成）。东德政府称他们为“枪击事件及帝国主义对东德边境挑衅行为的受害者”还宣称西德的“强盗”枪杀了他们的巡逻士兵，而这些言论都和西德纪录的有关边境事件不符。
双方纪念死者的方式更是大相径庭。边境西侧的人们竖起了许多非官方的纪念碑来纪念在边境中死去的人们。对于有些西德公民，比如Michael Gartenschläger和Kurt Lichtenstein，人们则竖起了标志牌和纪念碑来缅怀他们，有些活动还得到了政府的支持。西德人民每年还以游行的方式来纪念死于1982年的东德公民Heinz-Josef Große。自70年代的缓和政策之后，这些纪念方式开始妨碍双方的政治互信，政府对边境纪念活动的支持度也大为下降。
在东德，与逃跑者有关的资料是十分机密的，也就是说大多数丧生的人并未公布和纪念。但是，边防士兵的死却被东德当成宣传工具，将他们称为“烈士”。东柏林还竖有四块纪念碑来纪念他们。政府用死去士兵的名字来命名学校、营房和其他公共场所，还把他们的纪念碑变成让人们朝拜的圣地，以此来宣扬“他们的死是我们的承诺”（原为一标语），好巩固边境的合理性。自1989年后，这些纪念碑便遭到破坏，逐渐為人遗忘，最终轉移到别处。

## 德国国内边界的消亡

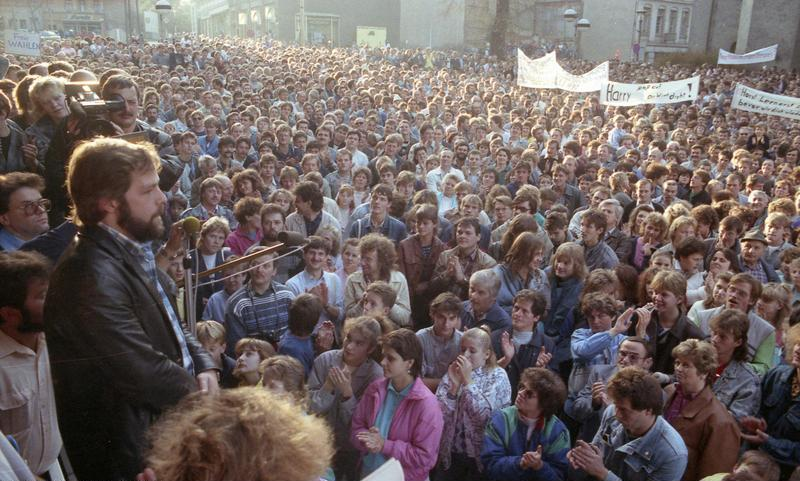
1989年10月30日在普劳恩进行的一场呼吁“民主，出版自由，旅游自由”的示威游行。

1989年10月，德国国内边界迅速消失，其突发性超出了每个人的意料，与之一起倒下的还有柏林墙。1989年5月，在苏联领导人戈尔巴乔夫的支持下，当时的匈牙利改良主义政府开始拆除德匈边界上的一些军事设施，严重破坏了东德边界的整体性。当时，匈牙利已经是东德人民的一处热门旅游目的地，它的政府依然是名义上的共产党领导，但是却已经在计划实行民主选举和经济改革，并将此作为他们“重返欧洲”和摆脱萧条经济的战略之一。
匈牙利和土耳其边界的开放是德国国内边界开放的十分重要的一步。西德曾秘密贷款给急需资金的东德5亿马克（2亿5千万美元）来换取东德居民自由移民的权利。拆毁铁丝网的画面也透過西德电视台传到了东德。
这些使得大批东德人开始离开东德，大规模迁徙正式开始于1989年9月。除了在匈牙利边界出国外，成千上万的东德民众还拆除了西德駐捷克大使館、駐波蘭大使館、駐匈牙利大使馆的围墙，他们在使馆内成為联邦政府所視之“德国公民”，他们将使馆称之为“避难所”。
强硬的捷克斯洛伐克政府同意关闭与东德边界来阻止民众出境，但是这一举措却引起了东德人民极大的愤怒；同时，东德政府将抓住的逃跑者装在密封火车里驱逐出境以此来羞辱他们的做法也造成了灾难性后果：他们把自己的身份资料撕碎后和东德护照一起扔出至窗外的轨道上。当列车行驶至德雷斯顿时，1,500名东德人冲进中央车站想上车。有几十人受伤，大厅也遭到了一定破坏。
一场小型的号召民主的“週一示威”也很快演变成席卷东德各大城市的上千人的抗议活动。东德领导人曾考虑过武力镇压，但最终由于苏联没有提供像镇压六四事件那么血腥的军事干预而放弃使用武力。中央委员会里的改良派想通过迫使一贯走强硬路线的党主席埃里希·昂纳克辞职来挽救局面，并且在1989年10月成功让另一个强硬派埃贡·克伦茨当上了主席。
新政府希望通过重新开放和捷克斯洛伐克边界来平息这场骚乱。但是这却重新引起大批民众经捷克斯洛伐克和匈牙利外出。1989年11月8日，在全国大规模示威活动依然继续的时候，中央委员会成员集体辞职，一个新的更加温和的中央委员会成立，依然由科雷茨领导。

### 边界的开放和东德的灭亡
为了平息骚乱，东德政府从1989年11月10日起放松了边界管制。当时的政治局委员君特·沙博夫斯基于1989年11月10日在东柏林一个有几分混乱的媒体会议上宣布了这个消息，他还称新的管理体制是为了通过合法化和简化移民政策来消除人们的精神压力。在会上，他由于误解了一个递给他的询问何时开放边界的纸条的真正含义，他竟然宣布边界会“毫不延迟地马上”开放，而不是政府原先打算的那样明天开放。最重要的是，会上既没有表示开放不受控制也没有表示该如何处理想去西德旅游的东德人。在媒体会议结束后的一场记者招待会会上，沙波夫斯基告诉NBC的记者Tom Brokaw：“旅游肯定不是问题，这是一则允许人们永远离开东德的通知”。
当这场媒体会议正在进行直播时，几千民众在短短几小时之内就聚集在柏林墙下要求守卫打开大门。守卫由于联系不到上级而无法接到指示，但是他们由于害怕会发生踩踏事故，便打开了大门。于是，最有代表性的一幕发生了：人群涌入西柏林，人们纷纷站在围墙上，用镐去砸墙，这些景象很快就出现在了世界各地的电视屏幕上。
当全世界都盯着柏林墙的倒塌时，德国国内边界全线在同一时间都开始了“开放边界”的活动。现有的过境点立即开放。在接下来四天时间里，四百三十万东德人，也就是其国家总人口的四分之一，涌入了西德。在柏林—汉诺威高速公路上的黑尔姆施泰特过境站中，汽车排起的长龙有65（40英里）；有的司机等了11个小时才能开往西德。在接下来几个月裡，边界逐渐全线开放。许多新的过境点开始建立，一些分離长达将近40年的小镇开始重新连为一体。BBC的通讯记者本·布拉德肖还报道了11月12日清晨巴伐利亚霍夫火车站人们欢欣鼓舞的场面：
不是只有到达霍夫火车站的人才喜形于色。当地成百上千的人民也来此欢迎他们。矮胖的男男女女们都穿上他们最好的衣服，那些年龄是车上人平均年龄两至三倍的老人们一边鼓掌一边流泪，说道：“我们的人民终于自由了！”……那些听说报道霍夫火车站新闻后的东德人排列在铁轨两旁，又是挥手又是鼓掌，手里还举着牌子，上面写着“我们很快就来了”。
即使是东德的边防軍官兵也受这高兴的气氛所感染。一名名叫彼得·萨恩的士兵描述了他和他的战友们在边界开放之后的反应：
围墙倒塌之后，我们处在一种癫狂的状态。我们向上级提出取消我们的预备方案，几天后就獲准了。我们去参观了西德的黑尔姆施泰特和布伦瑞克，这在以前是根本不可能的。当国家人民军的士兵还在因收听西德电台而受罚的时候，我们却在西德旅游。
让许多西德人惊讶的是，许多东德人用他们得到的100马克“欢迎费”去购买大量香蕉，这东西在东德可是又少又贵。边界开放后几个月，西德超市内的香蕉即銷售一空，东德人由于认为香蕉供应很快就会枯竭，他们都是成箱的去购买。东德水果的急缺还一度让香蕉成为了民间的“货币”，这种现象在当时被一些人称作“香蕉革命”。
一些西德左翼人士认为这是“过度消费”，为表抗议，他们甚至向投奔西德的东德公民扔香蕉。一件十分出名的愚弄东德人对香蕉的迷恋是西德讽刺杂志Titanic在1989年10月登出的封面，上面写着：“东德男孩Gaby（17岁），很高兴来到西德：我的第一根香蕉。”而插图上画的却是Gaby拿着一根粗大的剥了皮的黄瓜。
边界的开放对东德民众有着深远的政治和心理影响。对众多人而言，德国统一社会党（SED）所謂“德国领土上第一个社会主义政权”的东德，其存在毫无意义。国家破产，经济崩溃，政治阶层失去了公信力，政府机构一片混乱，人们因为眼睁睁看着支撑社会发展40年的共同理想不复存在而意志消沉。党内成员所剩无几，克劳茨也在上任50天后就辞职，让权给实行温和政策的汉斯·莫德罗。旅游限制的取消导致大批东德人移民到了西德—在1989年11月9日至12月31日间，有超过116,000人移民到西德，去年一整年也不过40,000人。
新的东德领导集体举办了一次和反对群体之间的“圆桌谈话”，这次谈话过程有点和引起匈牙利和波兰实行多党自由选举的过程相似。当东德于1990年实行第一次自由选举时，前德国统一社会党，现改为民主社会主义党被弹劾下台，转由支持统一的德国同盟党和基督教民主联盟共同执政，领导人为科尔总理。西德和东德都积极推进统一进程，同时国际外交团体也在为两德统一做准备。1990年7月，双方的货币联盟建立。同年8月，双方签订了一个《关于建立一个统一德国的条约》。1990年10月3日，德国正式统一。

### 边界的废弃

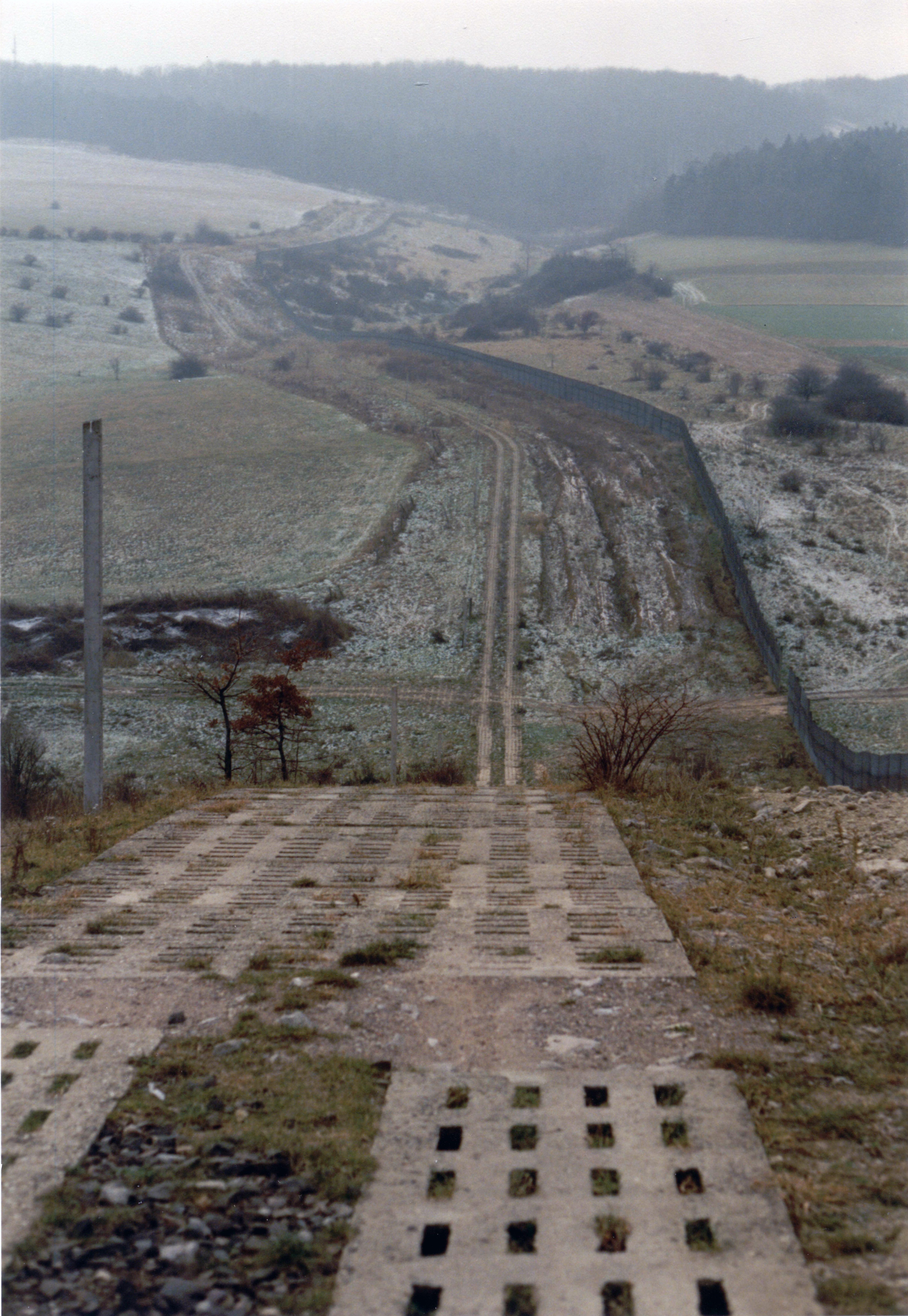
1990年12月图灵根州的荒废边界

边界开放几个月内，沿线的军事设施都逐渐拆毁至彻底遗弃為止。到1990年2月前已经有许多过境点开始开放，而且检查人员也不再持枪工作，检查游客的护照时也不是那么严格了。边防士兵数量急剧减少，其中一半軍人在边界开放后5个月内就被解職。1990年7月1日，边界废除，民主德国边防部队也正式解散，只留下了2,000人，剩下的軍人都遭到了解雇或委派其他工作。
德國聯邦國防軍命令剩余的守卫和前国家人民军士兵清理掉那些军事设施，这项任务直到1994年才完成，因为工作量太大，他们不仅要清理军事设施，还要修复不计其数的公路和铁路。让任务更加艰巨的就是布满边界的地雷。虽然他们认为东德埋的140万颗地雷已经在80年代即已拆除，但是还有34000颗地雷依然埋在地下。后来又发现了1100颗地雷，并在德国统一后清除掉了，共花费两亿五千多万马克，而清除地雷的计划直到1995年才结束。
清理边界的工作得到了边界两旁德国人民自发的帮助，他们将还能用的铁丝网，水泥块收回到自己家中。大部分铁丝网都變卖给了一家西德废旧金属回收公司。环保组织也负责起了一个恢复边界植被的计划，他们在边界附近原先砍光植被的地区重新种下树苗，还播撒了草籽。

## 今日边境
如今，边境上的军事设施已经所剩无几。当下在原先边境线旁至少有30个公立﹑私人和市博物馆，里面陈列着各种和边境有关的设施和工艺品。一些遗址上还保留着几十座瞭望塔，小段围墙和相关的军事设施（有些是后来重建的），残留在赫滕斯莱本和默德拉罗伊特的部分围墙以及其他和边境有关的建筑，比如位于Marienborn的东德过境检查站。
大部分边境巡逻道路都留存下來，作為田间和森林小路使用，不过原来与之配套的壕沟、铁丝网和其他障碍物基本上都已清除。边境旁还出现了许多艺术品、纪念碑、纪念馆和宣传标牌来铭记边境的开放，纪念受害者和纪录德国的分裂和统一。
在封闭时间长达近40年的边境上，一些地方成了野生动物的避难所。虽然东德一侧的土地尚有耕地，但是绝对不是像德国其他地区那样密集型耕种，大部分边境地区都不存在农业生产。早在70年代，一些自然保护者就意识到边境已经成为了一些珍稀动植物的避难所。他们的发现也促进了巴伐利亚政府发起了一个以购买边境土地来保护自然资源不因经济发展而遭到破坏的项目。
1989年9月，也就是边境开放一个月后，来自东德和西德的一些自然资源保护者会面，他们想要建立一个从波罗的海延伸至捷克边境的一条“德国绿化带”（Grünes Band Deutschland）。德國聯邦議院在2004年12月投票后一致同意将“绿化带”划归到联邦政府保护范围之内，并且将其纳入到“欧洲绿化带”内，后者的位置正是长为6,800-（4,200-英里）、以前稱作“铁幕”的地区，当时正在逐渐成型。如今，“德国绿化带”连接着160个天然公园，150个动植物保护区，3个联合国教科文组织生物圈自然保护区以及哈茨国家公园，其中生活着众多在德国其他地区已列为珍稀物种的其他物种，包括野猫、黑鹳、水濑和已经十分罕见的苔藓植物和兰花。在德国生活的红鸢数量超过其在欧洲总数—25,000只的一半，而且大部分都生活在边境地区。德国最大的环保群体之一，自然保护协会正在积极争取扩大“绿化带”内的部分地区，使其成为自然保护区。

## 类似邊界線
- 三八線、朝韓非軍事區、北方界線：分隔大韓民國、朝鮮民主主義人民共和國的陸上及海上停戰線。
- 一七線、越南非軍事區：1954年至1976年间分隔越南共和國、越南民主共和國的陸上邊境線。
- 賽普勒斯聯合國緩衝區：又稱「綠線」，是賽普勒斯共和國與北賽普勒斯土耳其共和國的分隔線。
- 綠線：在1948年第一次中東戰爭後，以色列與埃及、約旦、敘利亞、黎巴嫩之間根據1949年停戰協議劃定的分界線。

### 書目
- Adam, Thomas. . Santa Barbara, CA: ABC-CLIO. 2005. ISBN 9781851096282.
- Allinson, Mark. . Manchester: Manchester University Press. 2000. ISBN 9780719055546.
- August, Oliver. . London: Harper Collins. 1999. ISBN 0002570432.
- Baker, Frederick. . Ganster, Paul; Lorey, David E  (编). . Lanham, MD: Rowman & Littlefield. 2004. ISBN 9780842051040.
- Bailey, Anthony. . London: Faber & Faber. 1983. ISBN 0571131956.
- Berdahl, Daphne. . Berkeley, CA: University of California Press. 1999. ISBN 0520214773.
- Buchholz, Hanns. . Grundy-Warr, Carl  (编). . World Boundaries (ed. Blake, Gerald H.). London: Routledge. 1994. ISBN 0415088348.
- Buckley Jr, William F. . Turning Points in History. Hoboken, NJ: John Wiley & Sons. 2004. ISBN 9780471267362.
- Childs, David. . London: Pearson Education Ltd. 2001. ISBN 0582315689.
- Cramer, Michael. . Rodingersdorf: Esterbauer. 2008. ISBN 9783850002547.
- Dale, Gareth. . London: Routledge. 2005. ISBN 9780714654089.
- Dennis, Mike. . Harlow: Longman. 2000. ISBN 9780582245624.
- Detjen, Marion. . Marxen, Klaus; Weinke, Annette  (编). . BWV Verlag. 2006. ISBN 9783830512431.
- Faringdon, Hugh. . London: Routledge & Kegan Paul Books. 1986. ISBN 0710206763.
- Freytag, Konrad. . Trifunovska, Snežana  (编). . The Hague: Martinus Nijhoff Publishers. 1996. ISBN 9789041102430.
- Fröhling, Wolf Amadeus. . Kampehl: Dosse. 2007. ISBN 9783981127935.
- Fulbrook, Mary. . Oxford: Wiley-Blackwell. 2002. ISBN 9780631232087.
- Gleye, Paul. . Carbondale, IL: SIU Press. 1991. ISBN 9780809317431.
- Gordon, Joseph S. . Gordon, Joseph S  (编). . Boulder, CO: Westview Press. 1988. ISBN 9780813373959.
- Gress, David. . Stanford, CA: Hoover Press. 1985. ISBN 9780817980917.
- Hertle, Hans-Hermann. . Berlin: Ch. Links Verlag. 2007. ISBN 9783861534631.
- James, Howard. . James, Howard; Stone, Marla  (编). . London: Routledge. 1992. ISBN 9780415905909.
- Jarausch, Konrad Hugo. . New York City: Oxford University Press US. 1994. ISBN 9780195085778.
- Kindermann, Gottfried Karl. . Lin, Bih-jaw; Myers, James T  (编). . Columbia, SC: University of South Carolina Press. 1994. ISBN 9781570030246.
- Koop, Volker. . Bonn: Bouvier. 1996. ISBN 9783416026338.
- Ladd, Brian. . Chicago: University of Chicago Press. 1998. ISBN 9780226467627.
- Ladd, Brian. . Rochester, NY: Boydell & Brewer. 2004. ISBN 9781900639286.
- Lapp, Peter Joachim. . Koblenz: Bernard & Graefe. 1986. ISBN 9783763753482.
- Loth, Wilfred. . London: Routledge. 2004. ISBN 9780714654652.
- Maddrell, Paul. . Oxford: Oxford University Press. 2006. ISBN 0199267502.
- McAdams, James A. . Cambridge: Cambridge University Press. 1985. ISBN 9780521268356.
- McDougall, Alex. . Oxford: Clarendon Press. 2004. ISBN 0199276277.
- Meyer, Michael. . New York City: Scribner. 2009. ISBN 9781416558453.
- Moncourt, André; Smith, J. . Oakland, CA: PM Press. 2009. ISBN 9781604860290.
- Morris, Jan. . New York City: Villard. 1997: 71. ISBN 9780679416104.
- Müller-Enbergs, Helmut. . Judt, Matthias  (编). . Ch. Links Verlag. 1988. ISBN 9783861531425.
- Nothnagle, Alan L. . Ann Arbor: University of Michigan Press. 1990. ISBN 0472109464.
- Osmańczyk, Edmund Jan; Mango, Anthony. . . New York City: Routledge. 2004. ISBN 0415939216.
- Ritter, Jürgen; Lapp, Peter Joachim. . Berlin: Ch. Links Verlag. 2007. ISBN 9783861534655.
- Rodden, John. . New York City: Oxford University Press US. 2002. ISBN 9780195112443.
- Rottman, Gordon L. . Fortress 69. Oxford: Osprey. 2008. ISBN 9781846031939.
- Schweitzer, Carl Christoph. . Providence, RI: Berghahn Books. 1995. ISBN 9781571818553.
- Sebasteyen, Victor. . London: Weidenfeld & Nicolson. 2009. ISBN 9780297852230.
- Shackley, Theodore; Finney, Richard A. . Dulles, VA: Brassey's. 2005. ISBN 9781574889154.
- Shears, David. . London: Chatto & Windus. 1970. OCLC 94402.
- Stacy, William E. . US Army Military History Office. 1984  [2010-09-01]. OCLC 53275935. （原始内容存档于2010-11-06）.
- Stokes, Raymond G. . Baltimore: Johns Hopkins University Press. 2000. ISBN 9780801863912.
- Weber, Jürgen. . Budapest: Central European University Press. 2004. ISBN 9789639241701.
- Weinberg, Gerhard. . Cambridge: Cambridge University Press. 1995. ISBN 0521558794.

### 新聞
- Anderson, Jack. . St. Petersburg Times. 1964-06-14  [2009-10-25].[]
- Buschschluter, Siegfried. . Guardian Weekly. 1981-10-11.
- Cowell, Alan. . The New York Times. 1996-09-12.
- Czuczka, Tony. . Associated Press. 2000-01-13.
- Evans, Michael. . The Times. 1990-02-15.
- Fowle, Farnsworth. . The New York Times. 1981-02-08.
- Hall, Allan. . The Age. 2008-05-19.
- Hooper, John. . The Guardian. 2001-08-07  [2009-10-25]. （原始内容存档于2012-08-01）.
- Jackson, James O. . Time. 1990-02-12  [2009-10-25]. （原始内容存档于2013-08-14）.
- Jacoby, Jeff. . Boston Globe. 1989-11-08.
- Kellerhoff, Sven Felix; Banse, Dirk. . Berliner Morgenpost. 2007-08-11  [2009-10-25]. （原始内容存档于2012-03-10）.
- Koenig, Robert L. . St. Louis Post-Dispatch. 1990-04-22.
- Maguire, Helen. . Deutsche Presse-Agentur. 2009-10-20  [2009-10-25]. （原始内容存档于2009年10月27日）.
- McCartney, Robert J. . The Washington Post. 1988-04-16.
- Mielke, Michael. . Berliner Morgenpost. 2002-05-06  [2009-08-09]. （原始内容存档于2012-03-10）.
- Mulligan, Hugh A. . The Bulletin. The Associated Press. 1976-10-28  [2009-08-03]. （原始内容存档于2022-04-07）.
- Paterson, Tony. . Independent On Sunday. 2009-05-17.
- Staff. . BBC. 2001-08-07  [2009-08-04]. （原始内容存档于2004-06-18）.
- Staff. . Deutsche Welle. 2005-08-09  [2009-08-08]. （原始内容存档于2017-10-19）.
- Staff. . Deutsche Welle. 2006-11-02  [2009-10-25]. （原始内容存档于2010-11-23）.
- Staff. . Gainesville Sun. The Associated Press. 1987-09-03  [2009-10-25]. （原始内容存档于2022-04-07）.
- Staff. . Los Angeles Times. 1977-07-07.
- Staff. . Neues Deutschland. 13–14 August 1989.
- Staff. . St. Petersburg Times. United Press International (UPI). 1971-08-04  [2009-10-25].[]
- Staff. . Sunday Star-News. 1987-08-28  [2009-10-25]. （原始内容存档于2022-04-07）.
- Staff. . The Age. 1975-08-18.
- Staff. . The Manchester Guardian. 1952-06-09.
- Staff. . The New York Times. 1976-08-07.
- Staff. . The Prescott Courier. 1979-09-17  [2009-10-25]. （原始内容存档于2022-04-07）.
- Staff. . The Record (Bergen County). 1990-07-02.
- Staff. . The Spokesman-Review. The Associated Press. 1963-07-07  [2009-10-25]. （原始内容存档于2022-04-07）.
- Staff. . The Sunday Telegraph (London). 2004-05-30.
- Staff. . Thüringen Journal (Mitteldeutscher Rundfunk). 2009-09-18.[永久]
- Staff. . The Times. 1959-07-11.
- Staff. . The Times. 1962-07-21.
- Staff. . The Times. 1964-09-11.
- Staff. . The Week in Germany (New York City: German Information Center). 1996-05-13.
- Thorson, Larry. . Austin American-Statesman. 1995-11-11.
- Walmer, Tracy. . USA Today. 1990-02-14.

### 其他
- 傳單： Ministry of Federal Affairs, Displaced Persons and Refugees, Bonn. "Attention Demarcation Line!". Leaflet published c. mid-1960s.
- 電影簡介： Synopsis of Grenzer (Filmstudio der Nationalen Volksarmee, 1981, dir. Reiner Bachmann, Jochen Hoffmann). Progress Film-Verleih, Berlin. Retrieved 6 August 2009.
- 政府檔案館： Bild 175-P05-00002-0001 (Picture 175-P05-00002-0001) in the collection of the Gesamtdeutsches Institut – Bundesanstalt für gesamtdeutsche Aufgaben (All-German Institut – Federal Institute for All-German Affairs). Photographer: n.a. Dated: c. 1961/7.  Held in: Bundesarchiv Deutschland (Federal Archive of Germany) Last accessed: 26 October 2009.
- 法律條文： Gesetz über die Staatsgrenze der Deutschen Demokratischen Republik (Law on the State Border of the German Democratic Republic) (25 March 1982)
- 博物館展覽： Gedenkstätte Deutsche Teilung Marienborn (Memorial to the division of Germany in Marienborn).
- 博物館展覽： Grenzmuseum Eichsfeld (Border Museum Eichsfeld).
- 博物館展覽： Zonengrenze-Museum Helmstedt (Zonal Border Museum Helmstedt)
- 博物館展覽： Grenzturm e.V, Kühlungsborn (Baltic Border Tower in Kühlungsborn).  English German